# Класифікація озерних улоговин
Класифікація озерних улоговин — лімнологічно-геоморфологічна систематизація різноманітних озер за генезисом їхніх улоговин.
В утворенні озерного ложа беруть участь різноманітні природні сили, тому більшість їх утворюються внаслідок спільної дії кількох з них. Формування озерного ложа і водної маси озера можуть бути як розведеними в часі (утворення запрудних озер, відступання льодовиків і наповнення талою водою западин льодовикового рельєфу, заповнення дефляційних улоговин), так і одночасним (руслові процеси річок, танення реліктового льоду і утворення термокарстового озера, відокремлення морських лагун). Поступово, з розвитком озера, рельєф ложа згладжується внаслідок заповнення твердими річковими наносами, продуктами розмиву берегів, органічними рештками озерної гідробіоти.

## Класифікація Первухіна— Богословського
Існує багато класифікацій озер, з яких найрозробленішою є класифікація за генезисом озерних улоговин, вперше запропонована 1937 року радянським гідрологом Михайлом Первухіним та пізніше докладно розроблена Борисом Богословським.
- 1. Тектонічні. Сформовані внаслідок вертикальних і горизонтальних тектонічних рухів (розломів, здвигів, геосинклінальної складчастості пластів земної кори). Такі озера мають круті береги, значні максимальні глибини. До них належать найглибші озера світу, що лежать у грабенах: Байкал в Євразії, Альберт, Едвард, Танганьїка, Ньяса в Африці, Мертве море на території Ізраїлю[1]. Озерні улоговини Аральського і Каспійського морів утворились внаслідок тектонічних рухів, що відокремили колишні океанічні басейни (Тетіс) від вод Світового океану[7][8][9][10]. Аналогічні процеси відбуваються і з Чорним та Азовським морями. Внаслідок сейсмічної активності, розлому водотривких гірських порід і виходу на поверхню підземних вод можуть утворюватись невеликі несподівані озера. Так 2014 року утворилось озеро Гафса у пустельній місцевості Тунісу площею 1 га і глибиною до 18 м. Тектонічні рухи також породжують паралельне чергування серій грабенів і горстів, що порушують існуючі водозбірні басейни, сприяють утворенню безстічних областей в яких утворюються солоні озера. Наприклад, Мертве море і Велике Солоне озеро. Під час здвигів на шляху потоків води можуть утворюватись перепони рельєфу, що заважають звичайній течії та формують озера. Наприклад, озеро Елізабет у Каліфорнії в зоні розлому Сан-Андреас[7][8][9][10].

Тектонічні озера
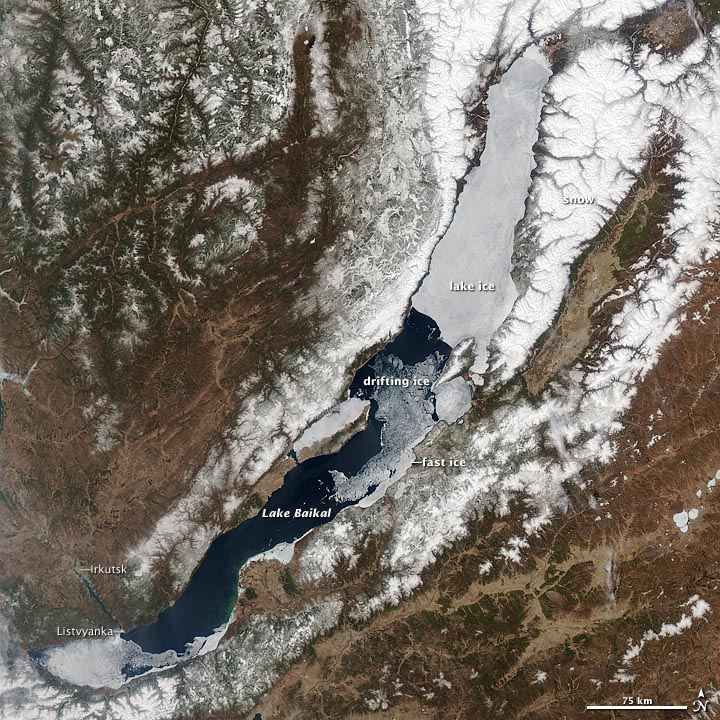
Байкал
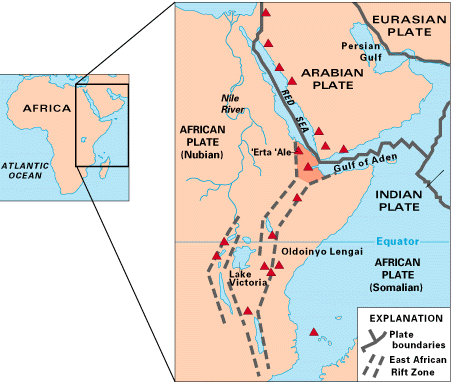
Озера Великого африканського розлому
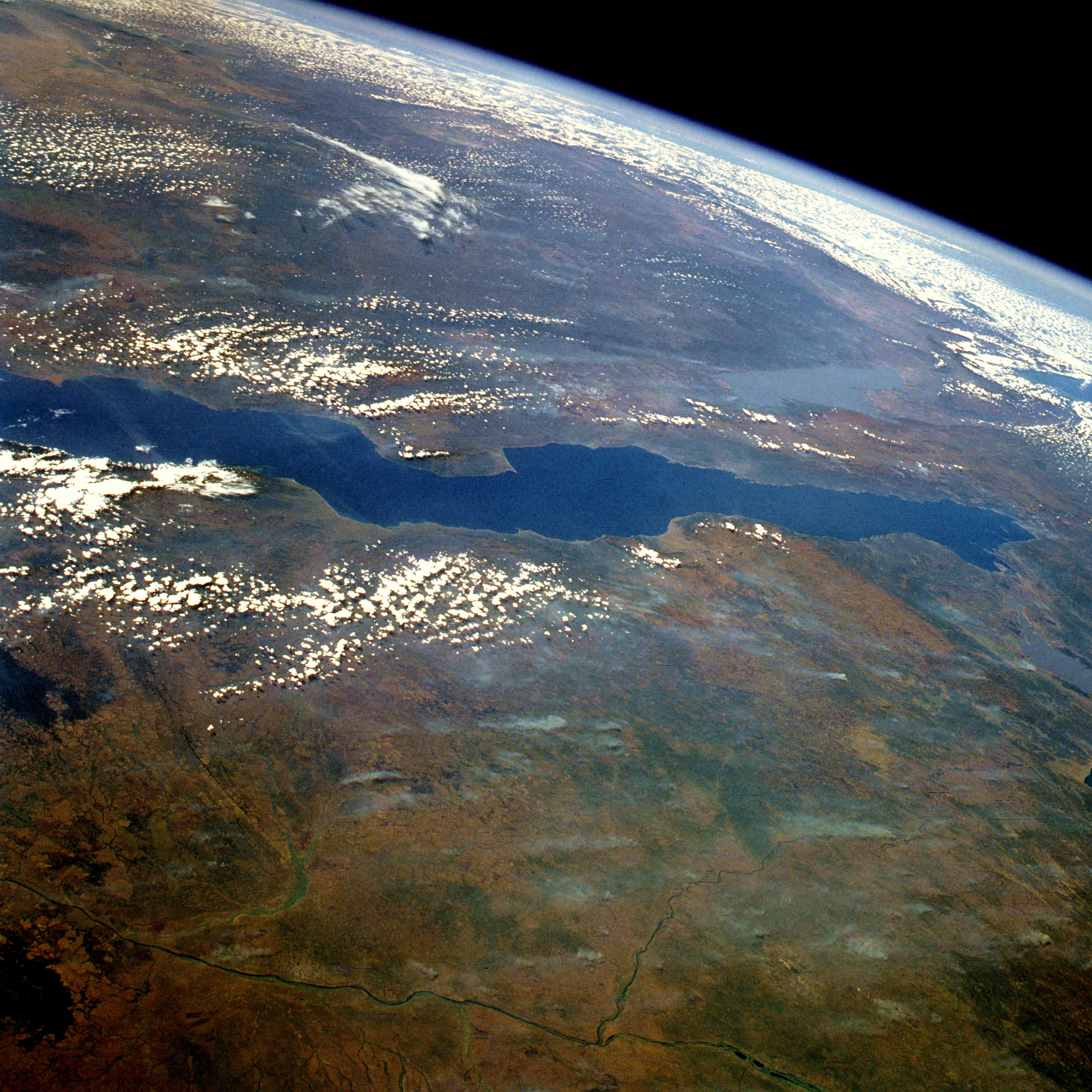
Танганьїка
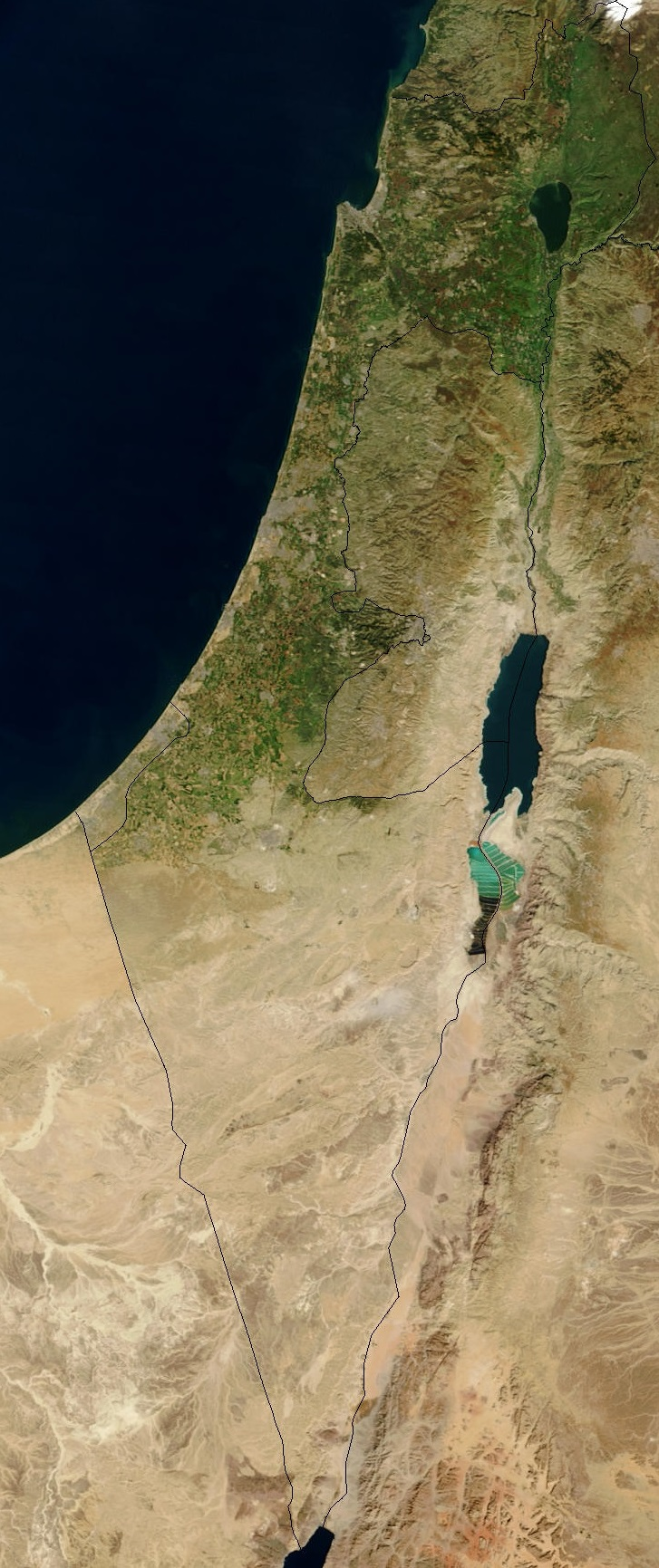
Йорданський рифт
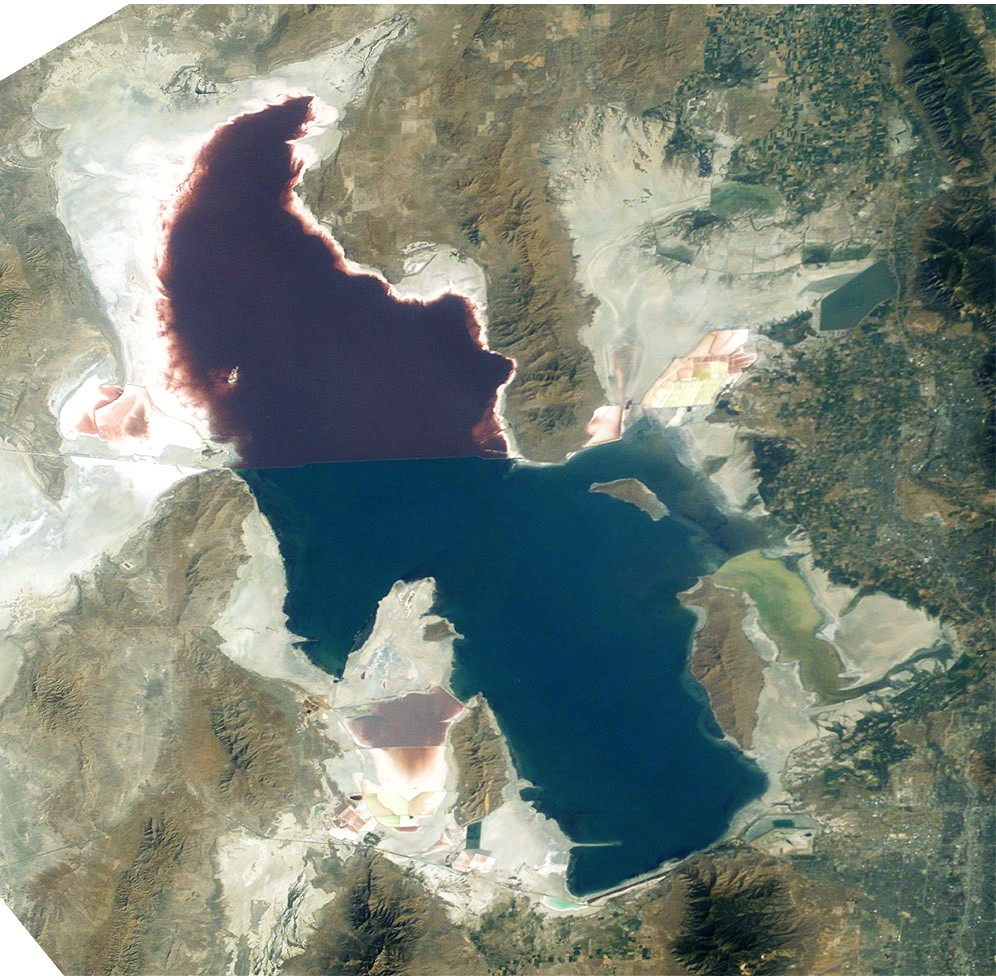
Велике Солоне озеро
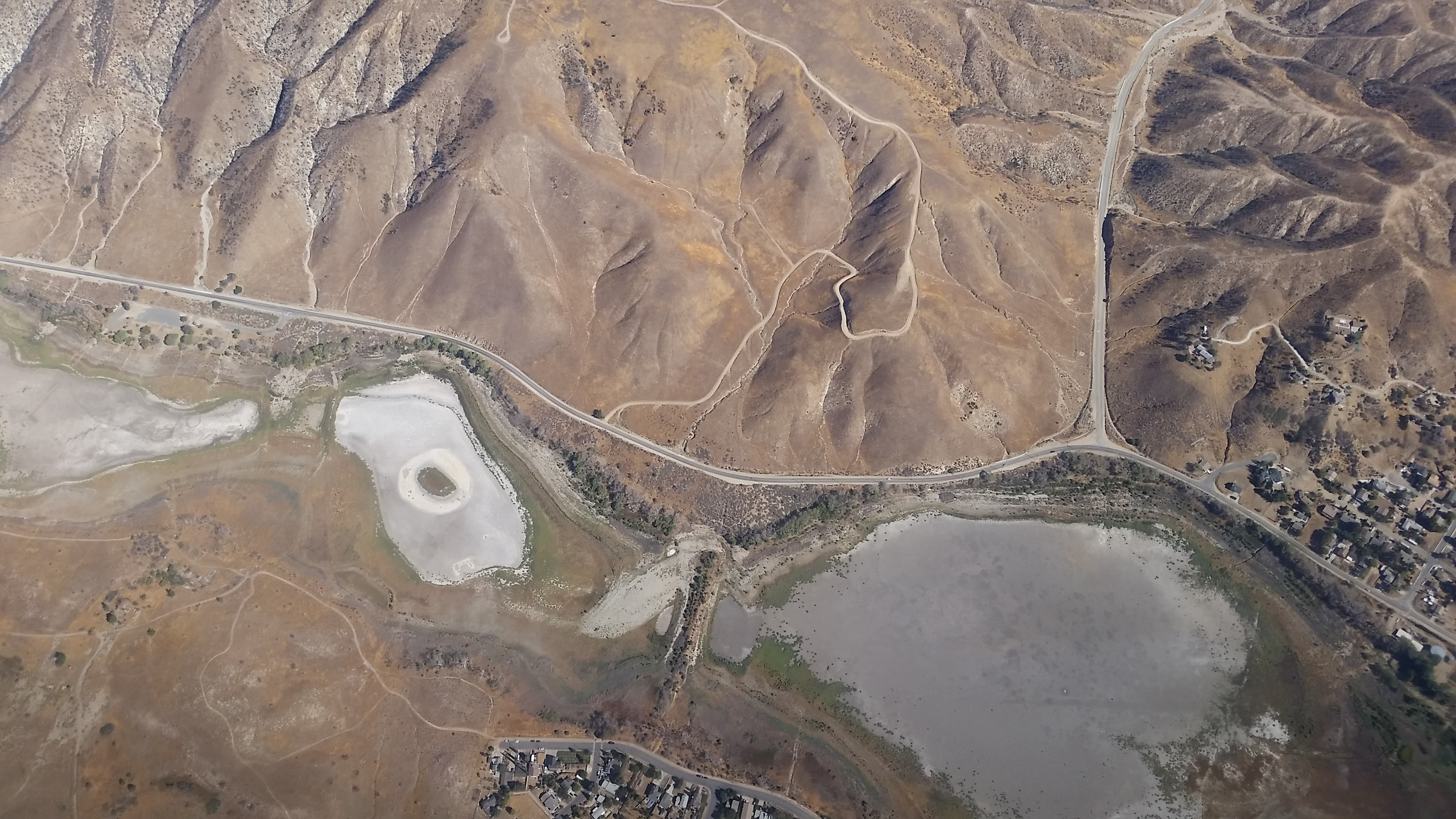
Елізабет

- 2. Льодовикові. Сформовані різноманітною дією сучасних льодовиків або під час древнього заледеніння[1]. Часто льодовики діють у комплексі з іншими природними факторами, тож віднесення безпосередньо льодовикового типу озер ускладнене. Це найпоширеніший на планеті тип озерних улоговин, найбільше їх на півночі Європи і Північної Америки, внаслідок останнього заледеніння[7][8][9][10]. Прикладами таких озер слугують: патагонське озеро Науель-Уапі в Аргентині, Кенієре у Новій Зеландії.
  - Карові (ерозійні). Утворюються в горах на дні кару. Зазвичай круглої форми. Чітко вираженого притоку та стоку вод зазвичай не існує.
  - Улоговинні (акумулятивні, постгляціальні, трогові). Утворені внаслідок відходу льодовиків. Потоки танучих льодовиків залишають на своєму шляху пісок і гравій. Відклади просідають, формуючи западину, в якій поступово збирається вода.
    - Моренні (прогляціальні). Розташовані в районах розповсюдження морен, в областях стародавнього зледеніння і сучасних гірських льодовиків. Моренні озера можуть утворитися в результаті підпруження річок моренними відкладеннями.

  - Підльодовикові (субгляціальні). Розташовані під покровними льодовиками. Наприклад, озеро Восток в Антарктиді.
  - Епішельфові. Своєрідний тип озер, що зустрічаються в Антарктиді. Сильностратифіковані озера з верхнім опрісненим шаром і придонним більш солоним. Утворюються у прибережній частині внаслідок відокремлення шельфовими льодовиками узбережжя від вод відкритого моря і сильного опріснення талими водами таких водойм із двотипними берегами[11][12].

Льодовикові озера
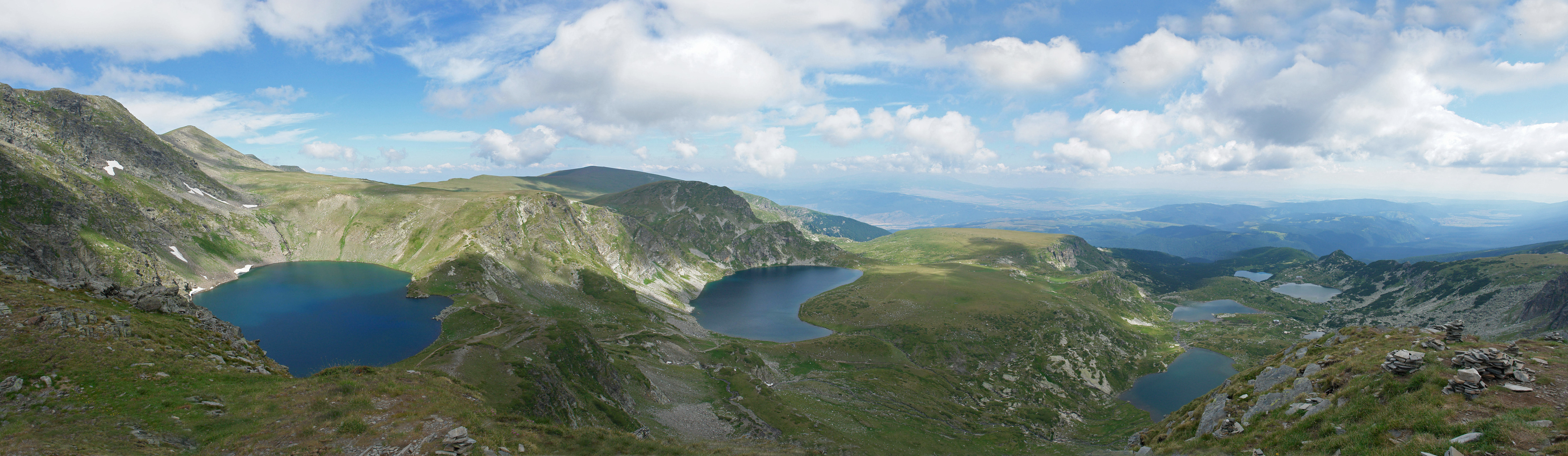
Карові озера масиву Ріла, Болгарія
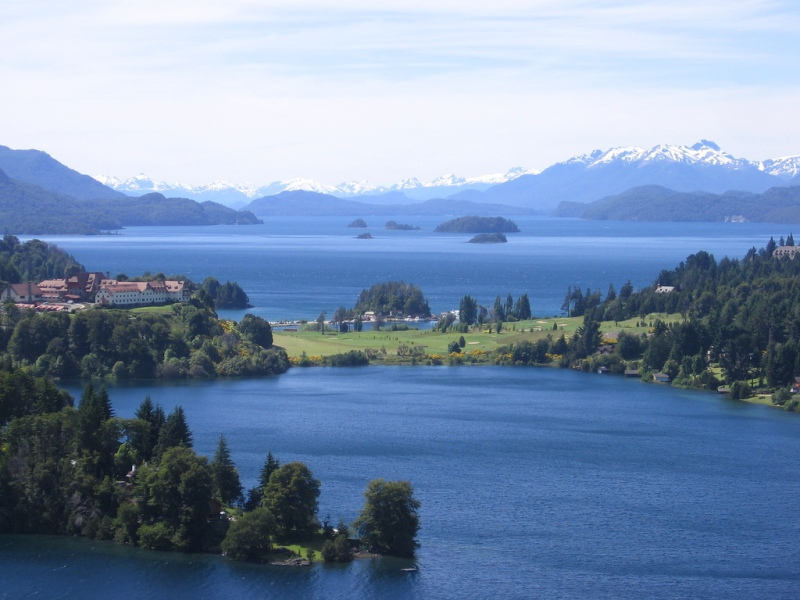
Науель-Уапі
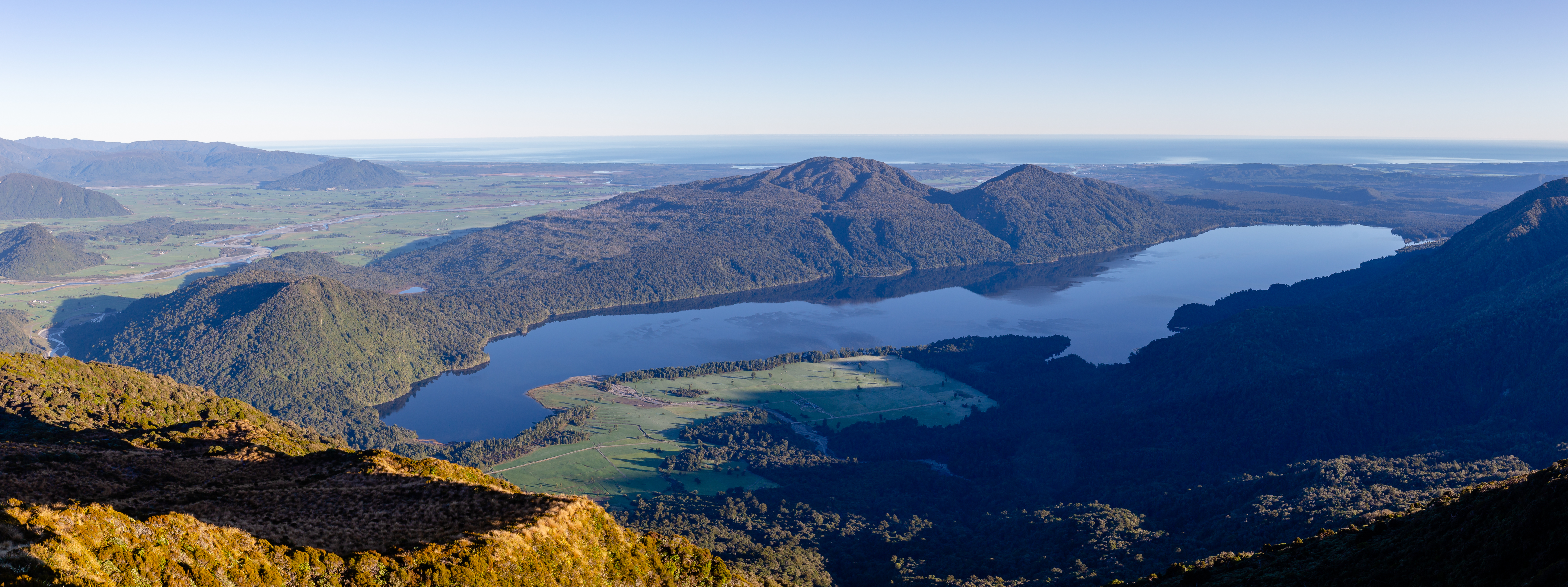
Кенієре
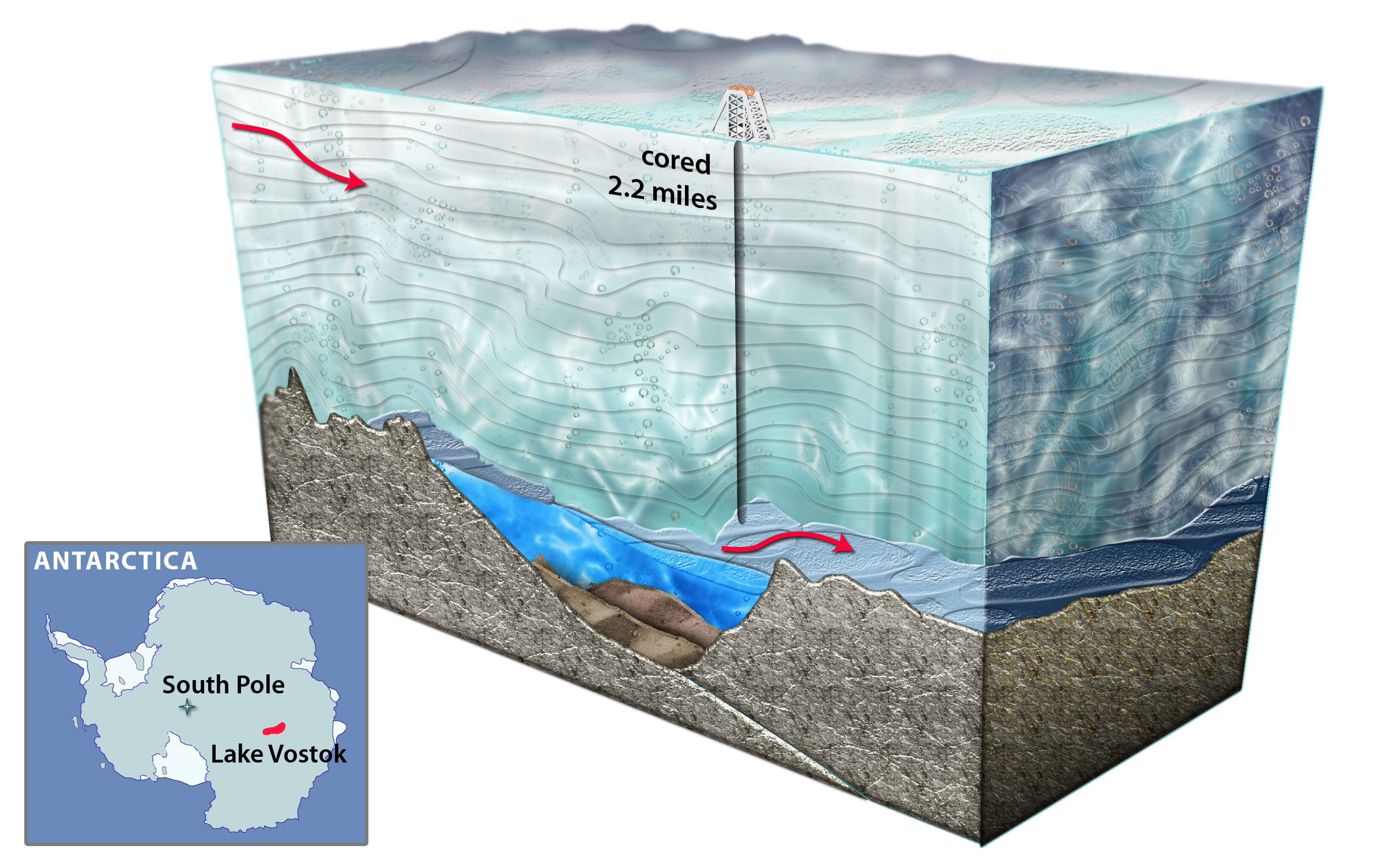
Будова підльодовикового озера Восток

- 3. Водноерозійні та водноакумулятивні. Утворюються в результаті дії водноерозійних і водноакумуляційних процесів потоків вод в долинах рік.
  - Річкові (флювіальні) стариці, тимчасові плеса пересихаючої річки, придельтові озера[1]. Стариці здебільшого мають підковоподібний вигін, бо вони утворюються відокремленням річкових меандрів[7][8][9][10]. Коли річкові наноси притоків річок перегороджують течію головного потоку утворюються флювіатильні греблі, коли ж наноси головної річки перегороджують течію приток, то утворюються латеральні (бічні) озера[13][14]. До флювіальних озер можна також віднести водобійні колодязі (котли) великих водоспадів[13].
  - Морські водойми з солоною або солонуватою водою, відокремлені від моря низькими наносними піщаними косами — лагуна, або утворене в результаті занесення гирлової частини естуарію наносами — лиман[1][7][8][9]. Наприклад, Венеційська лагуна Адріатичного моря. До таких водойм також відносяться озера вздовж берегів Білого моря, що утворилися з морських заток внаслідок ізостатичних рухів[15].

Ерозійно-акумулятивні озера
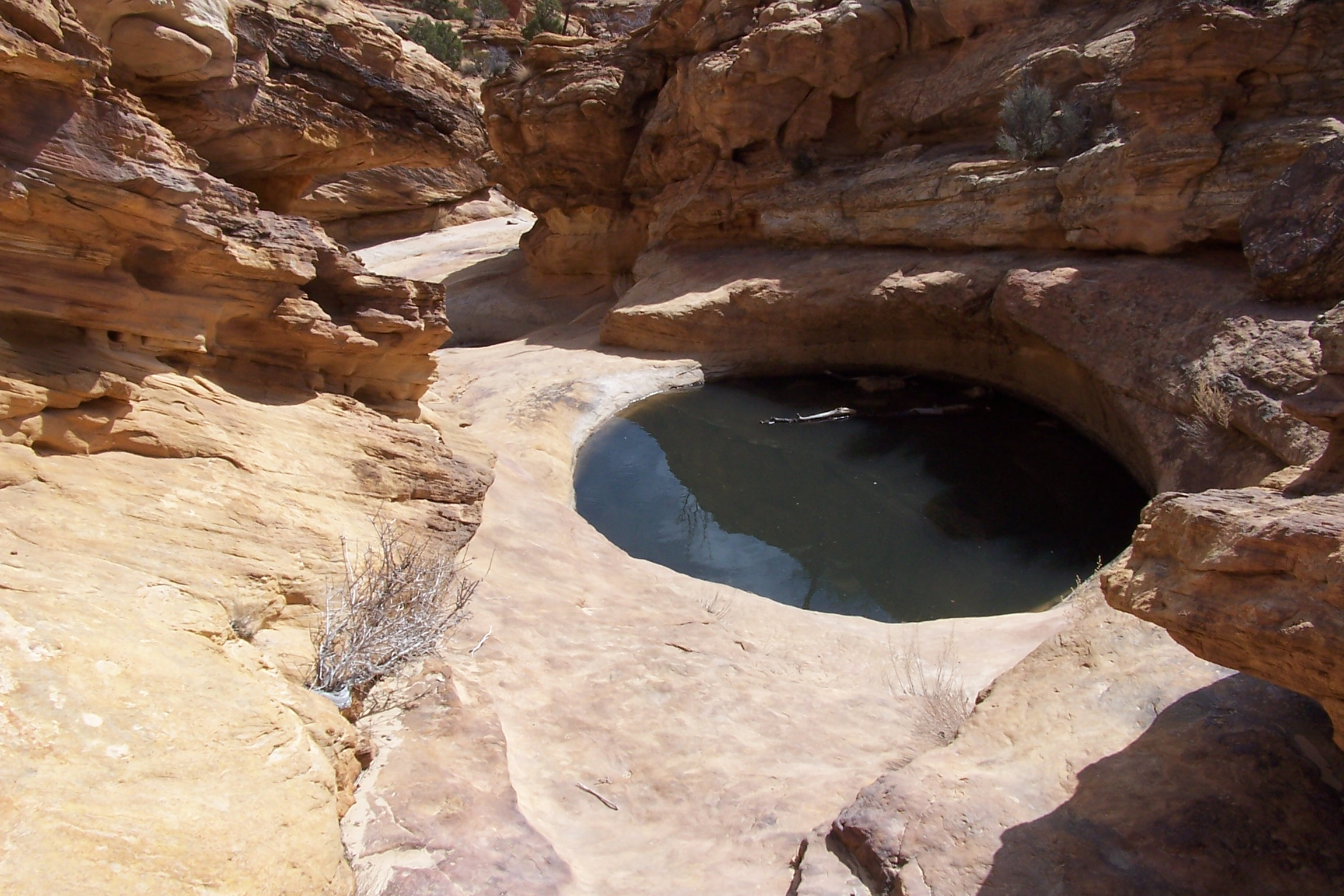
Залишкові ставочки сезонного водотоку у штаті Юта
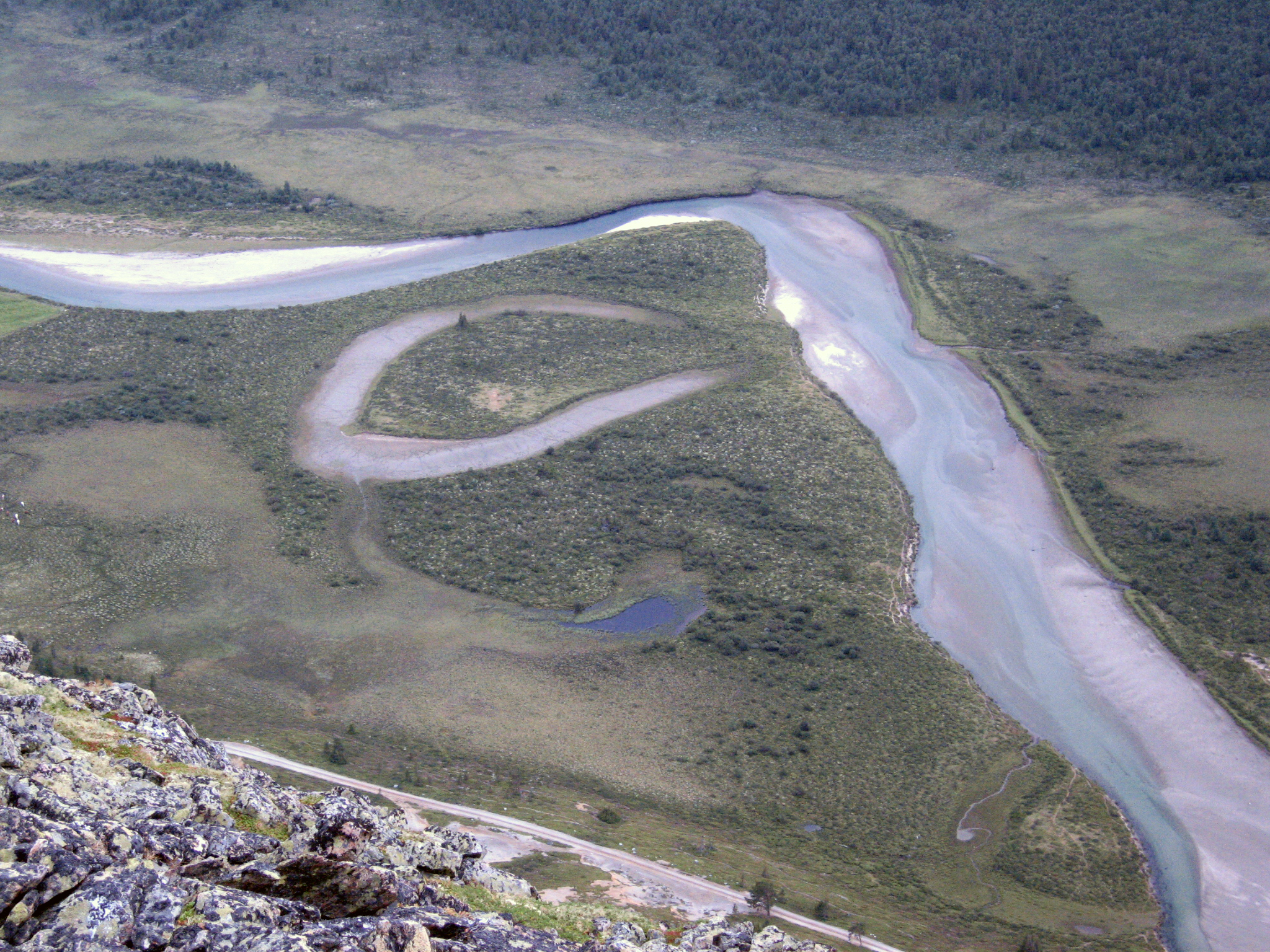
Річкова стариця
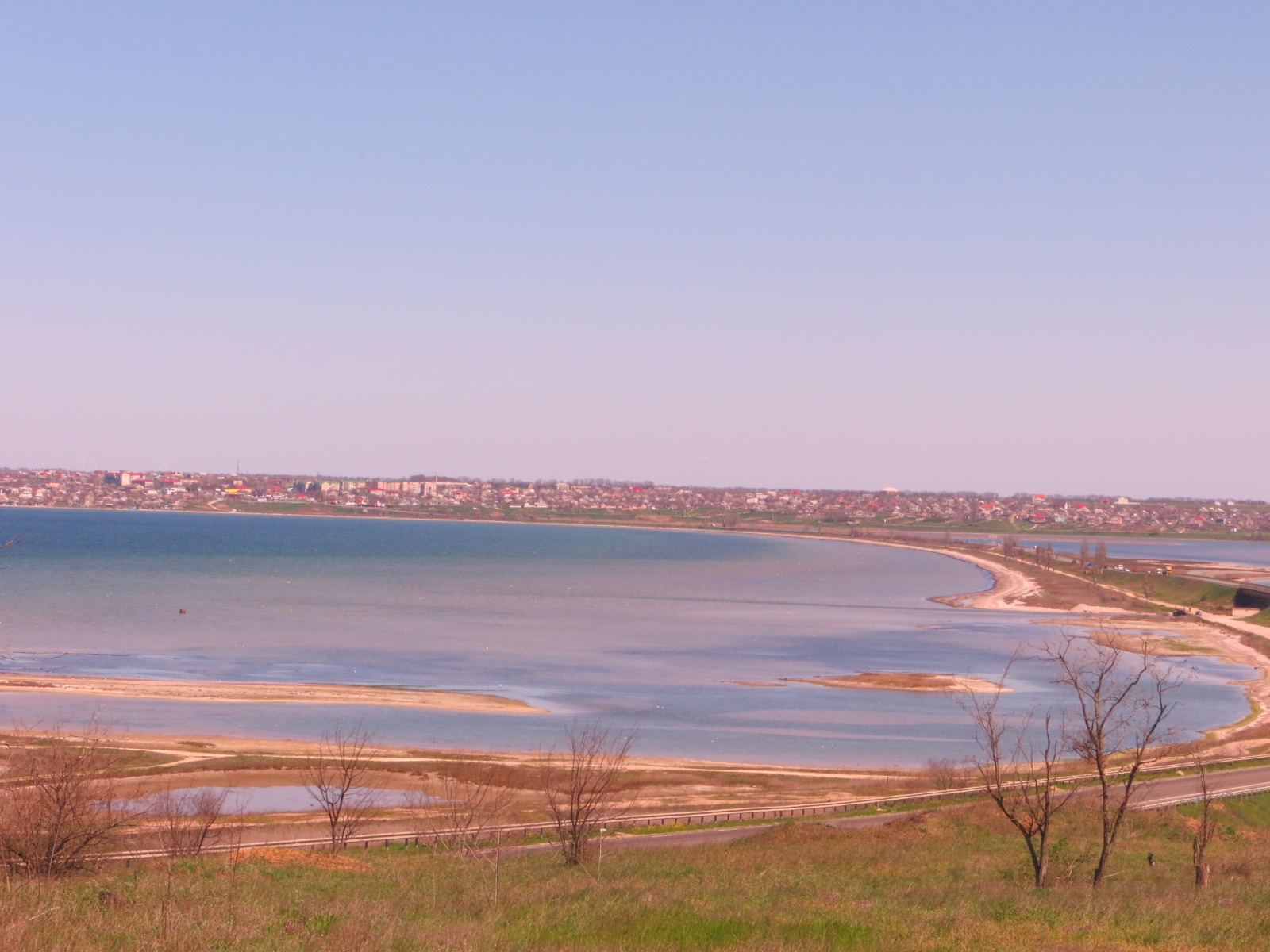
Гирло Тилигульського лиману, Україна
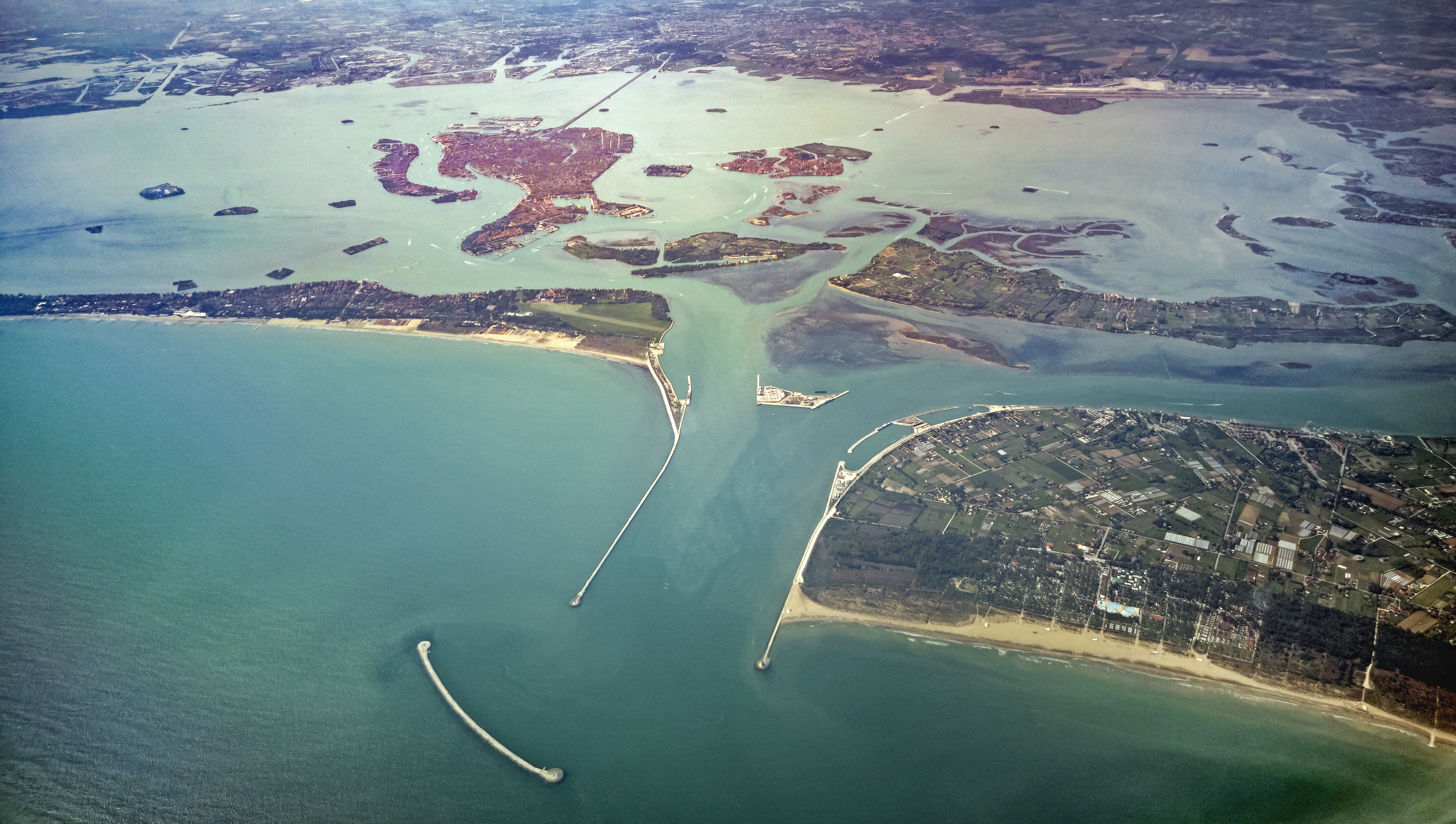
Венеційська лагуна

- 4. Вулканічні. Сформовані посеред лавових полів, у кратерах стратовулканів (кальдерові), підпружені лавовими потоками або лахарами, за інших умов вулканічної діяльності[1][7][8][9]. Наприклад, озеро Тоба на острові Суматра (Індонезія); озера маарів області Ейфель у Німеччині; Крейтер у штаті Орегон (США), в кальдері вулкана Мазама, що вивергався 4860 років до н. е.; загачене лавовими потоками озеро Малур там же[16].

Вулканічні озера
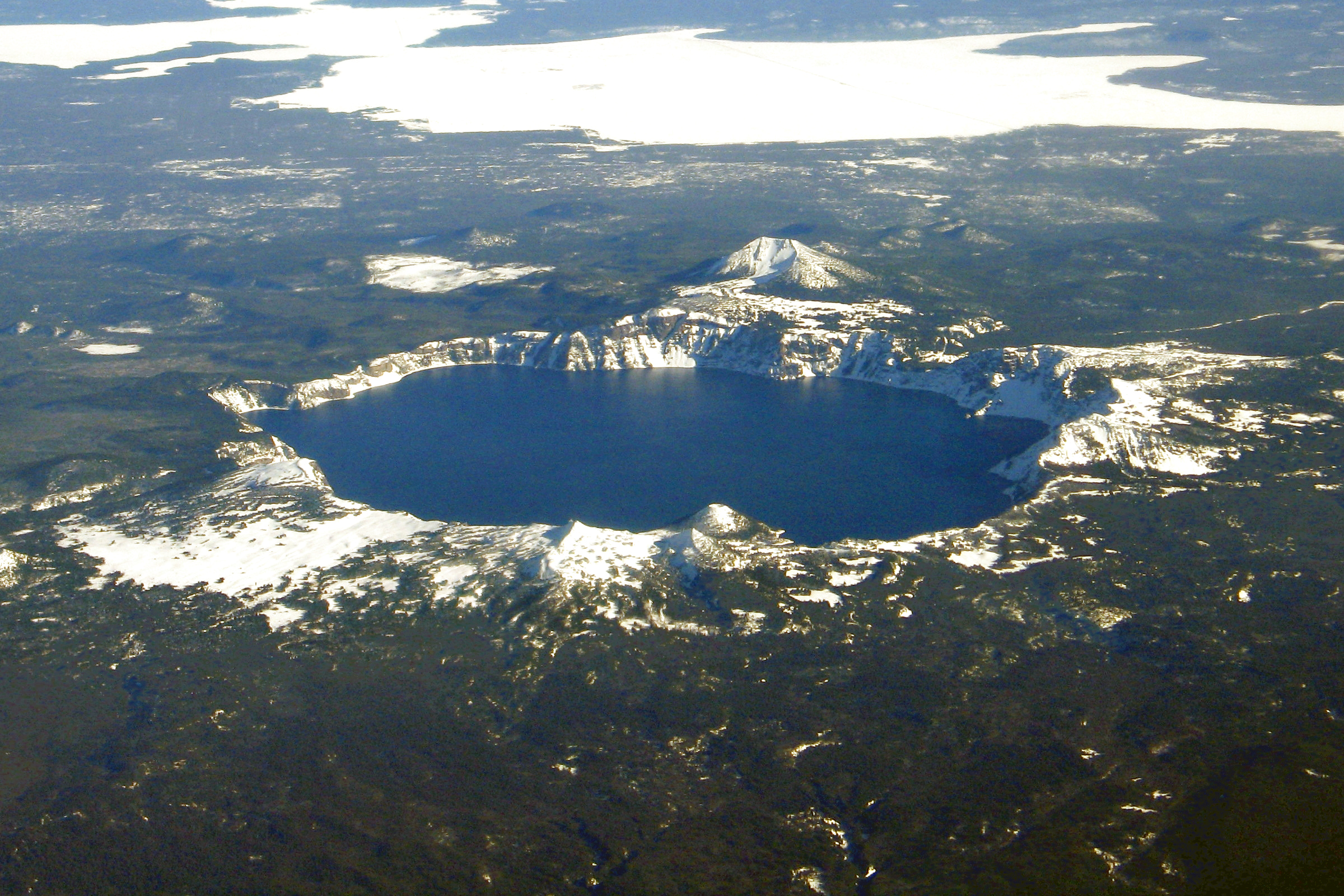
Крейтер, штат Орегон, США
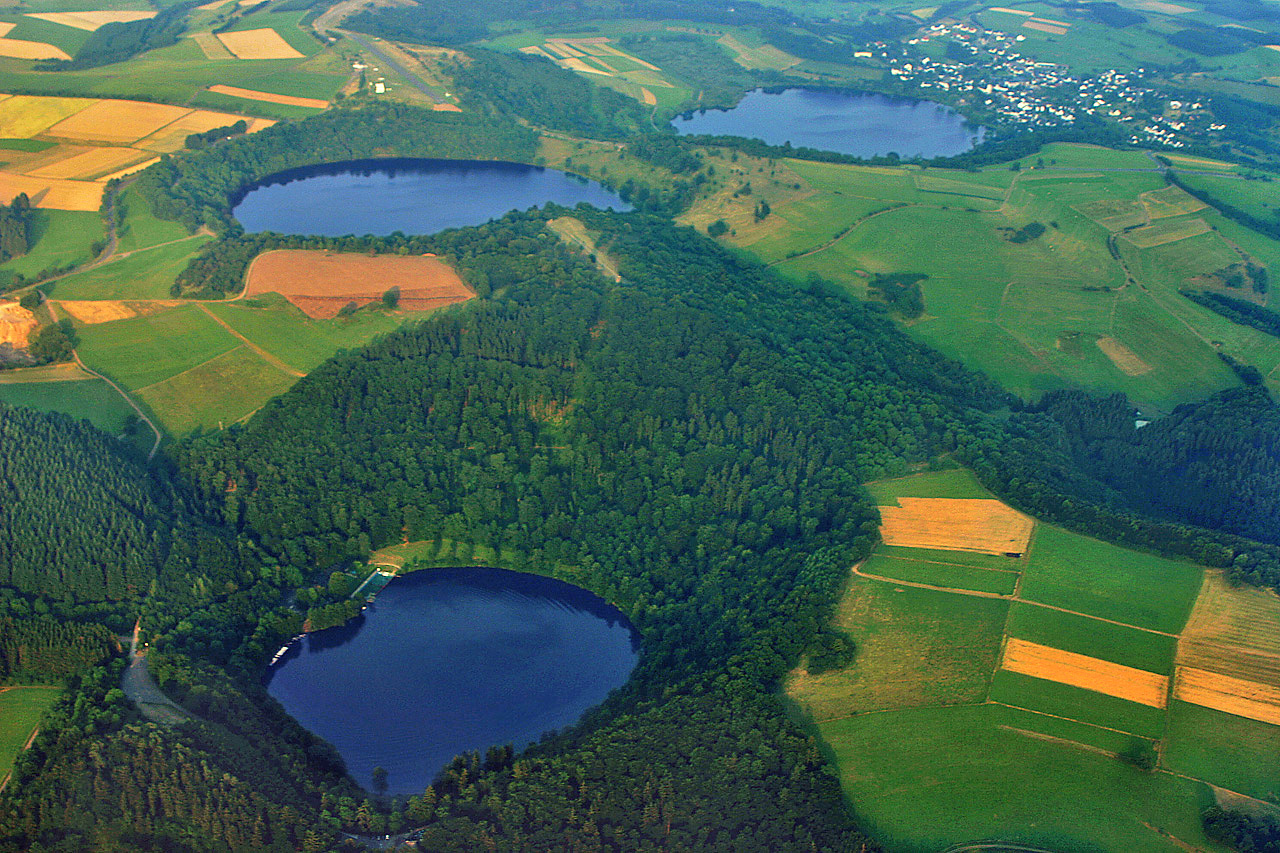
Маари Ейфелю, Німеччина
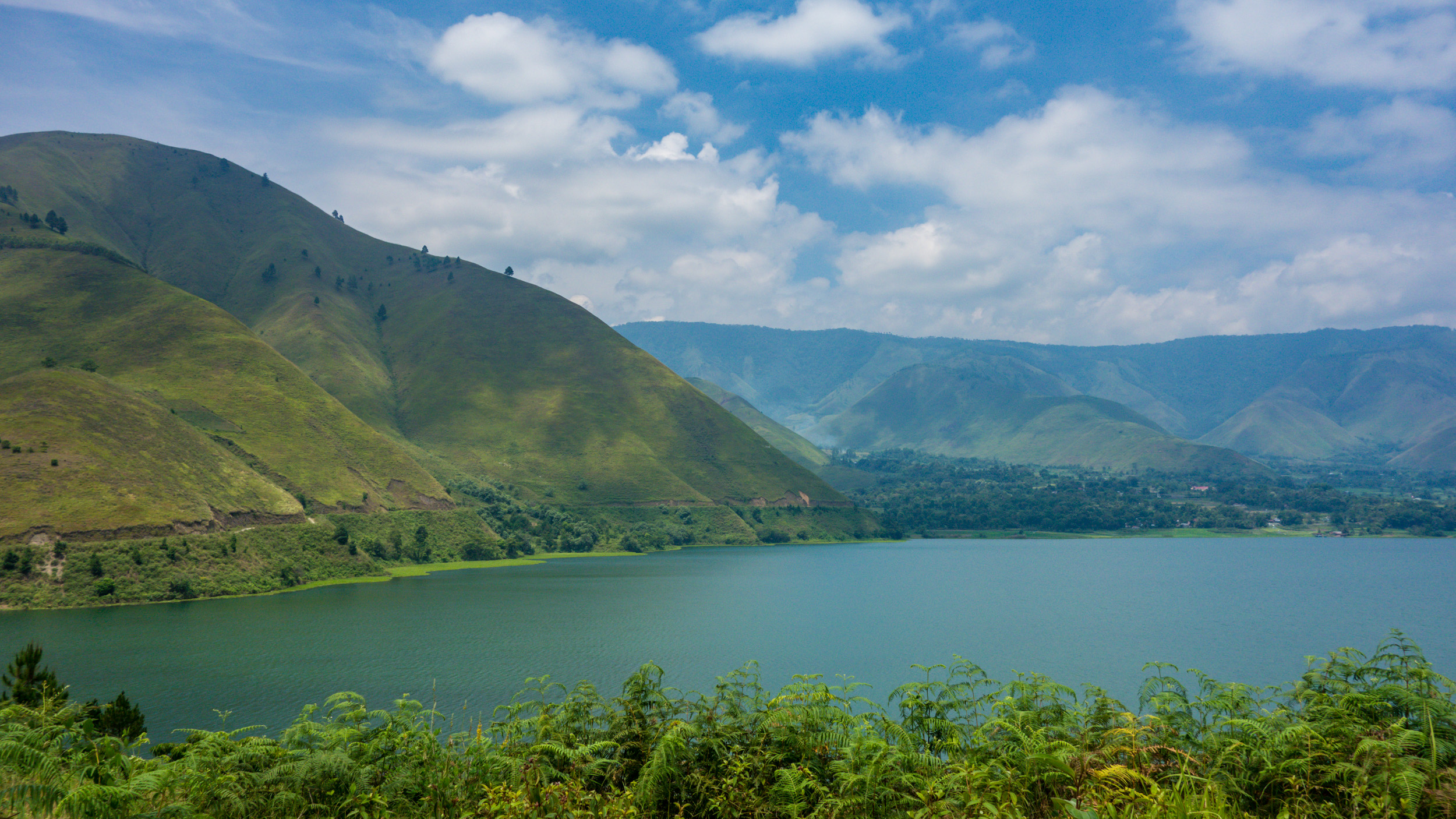
Тоба, Суматра, Індонезія

- 5. Провальні. Улоговини таких озер виникають в результаті промивання ґрунтів підземними водами, що розущільнюють їх, або утворюють підземні порожнини.
  - Ка́рстові. Виникають в результаті заповнення водою від'ємних форм карстового рельєфу (карстових ям, улоговин, печер та ін.) у вапнякових та гіпсових гірських породах[1][7][9]. Широко представлені в карстових регіонах — Далмація (Хорватія), Флорида (США) та ін[17]. Прикладами таких озер слугують Ерцо в Грузії, озера на дні карстових колодязів на тепую Сарісаріньяма — Сима-Гумбольдт і Сима-Мартель (вирізняються з проміж інших «найвищими берегами» (310 і 250 м, відповідно) та унікальними реліктовими екосистемами з ендемічними видами. Різновидом карстових озер слугують підземні озера у вапнякових печерах.
  - Термока́рстові. Виникають у результаті просідання ґрунту в областях розвитку багаторічної мерзлоти внаслідок танення підземних пластів або лінз льоду. Широко розповсюджені в тундрі, невеликі за площею та здебільшого округлі за формою[6][1].
  - Просадочні (суфозійні). Утворюються внаслідок вимивання з ґрунту мілких частинок під час руху ґрунтових вод уздовж схилів або в западинах.

Провальні озера
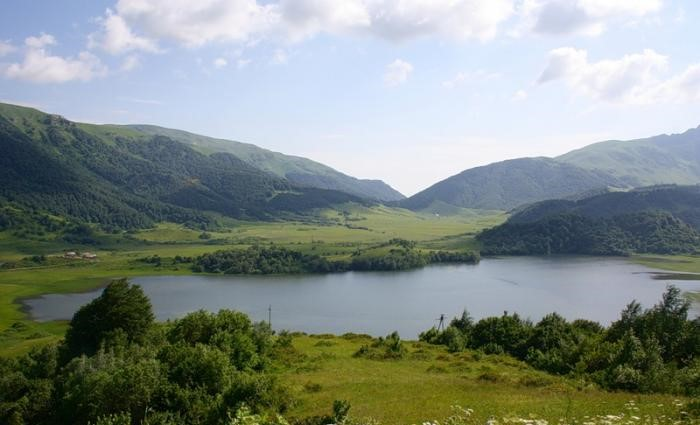
Карстове озеро Ерцо
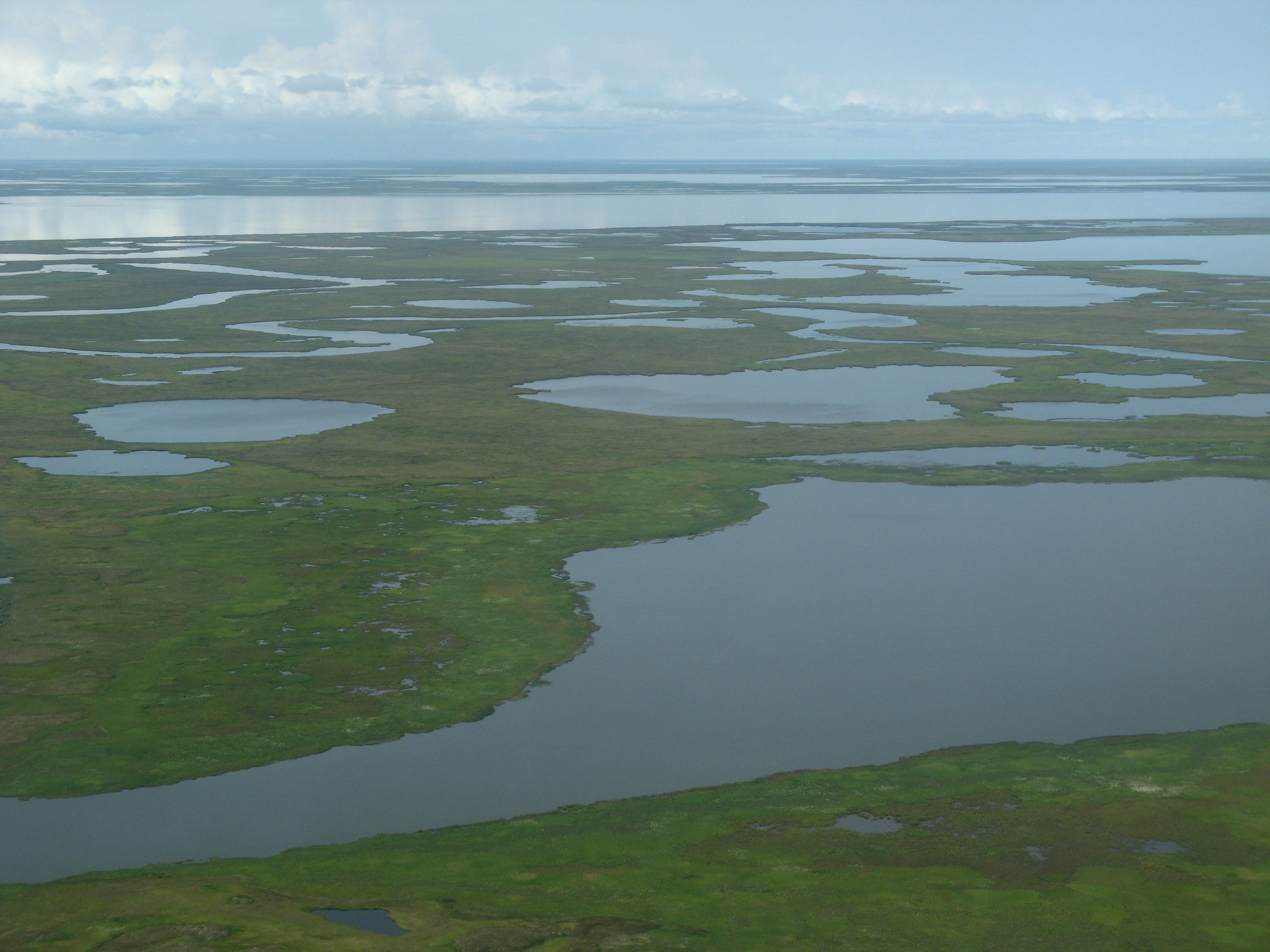
Термокарстові озера в тундрі, Аляска

- 6. Завальні (загатні). Утворені шляхом перегородження річної долини, яру, балки природною греблею (гірські обвали, селеві потоки, льодовикові язики, річкові наноси). Такі озера часто бувають дуже глибокими (якщо утворені у вузьких ущелинах) та значними за площею, проте вони не дуже тривалі в часі[7][8][9][10]. Такий тип озер широко представлений у гірських районах. Наприклад, Велике Алмаатинське озеро у Казахстані; озеро Ріца на Кавказі (Грузія); Сарезьке на Памірі; Куейк в штаті Монтана (США), утверене внаслідок землетрусу 1959 року[18].

Завальні озера
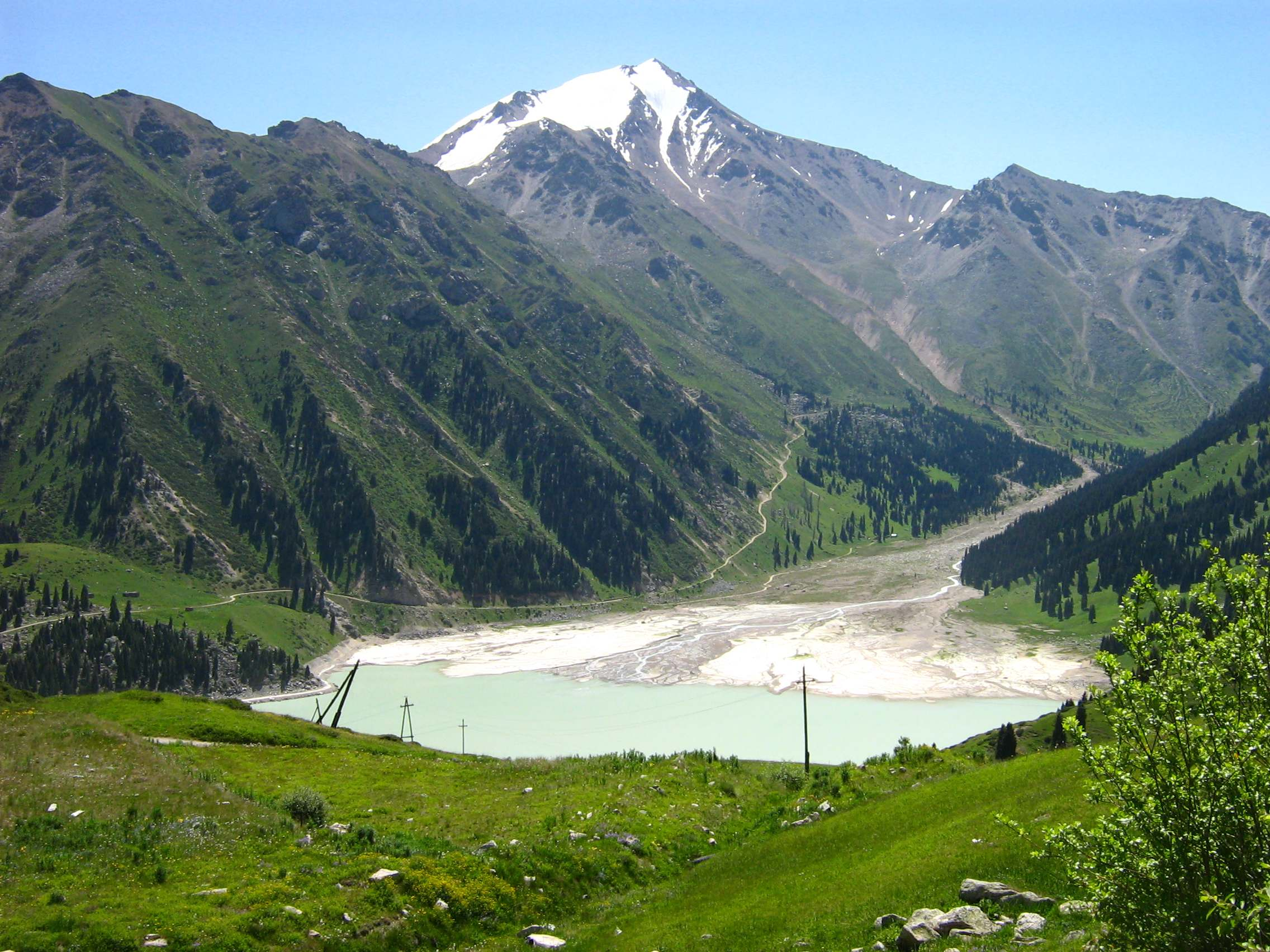
Велике Алмаатинське
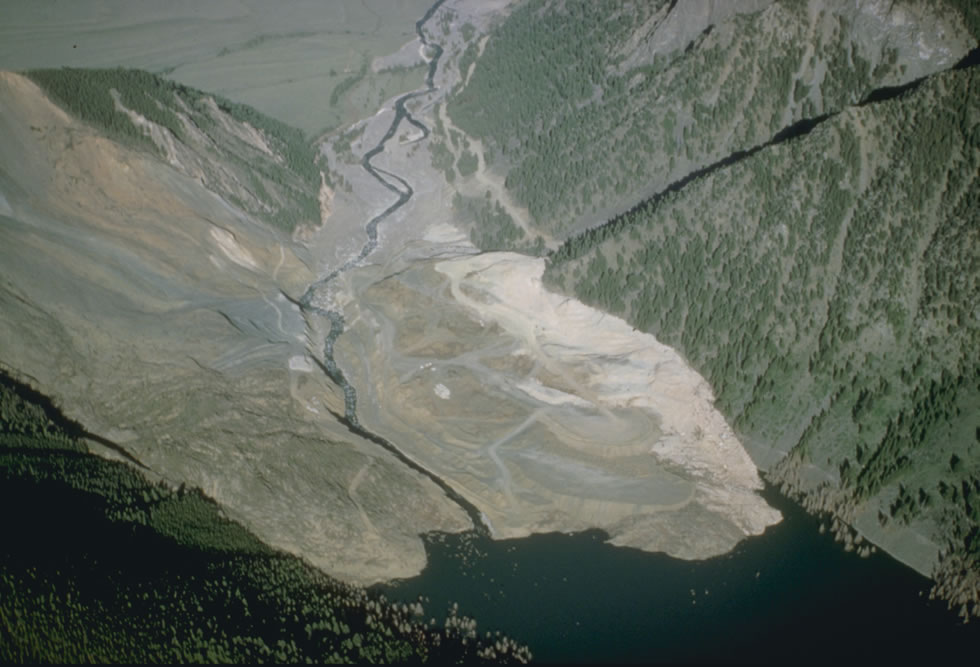
Куейк, штат Монтана, США
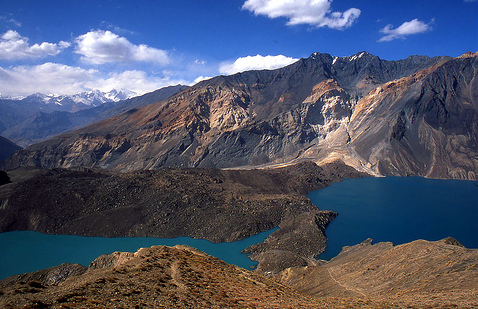
Сарезьке у Таджикистані на Памірі
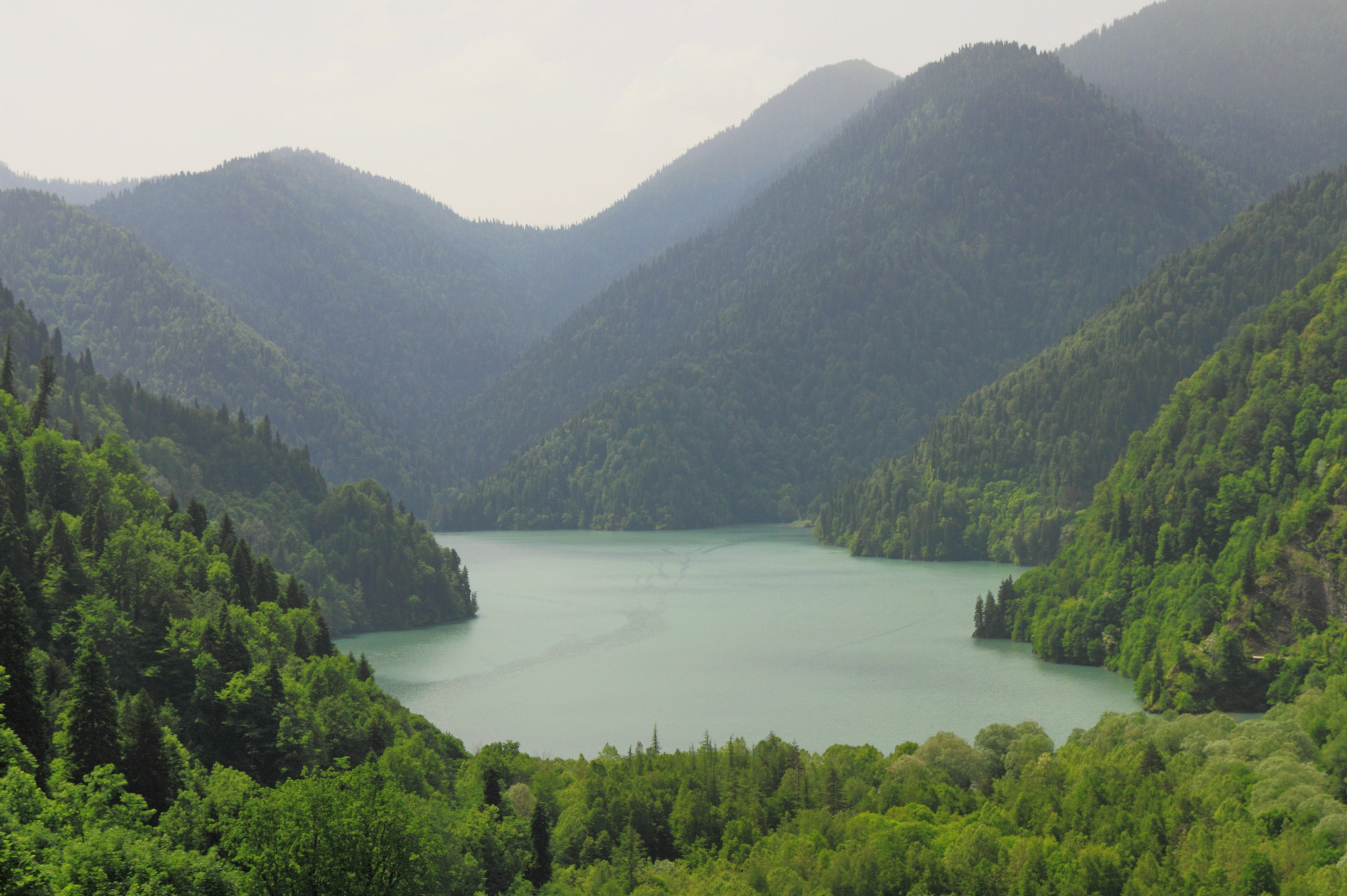
Ріца на Кавказі, Грузія

- 7. Еолові (дефляційні). Утворені внаслідок видуванням вітром понижень на земній поверхні (дефляційні басейни, еолові та міждюнні улоговини) в аридних регіонах, на піщаних аренах річкових долин[1][7][8][9]. Деякі такі озера є реліктовими й слугують своєрідними індикаторами більш аридного стану палеоклімату[10]. Наприклад, озеро Мозес-Лейк у штаті Вашингтон (США) заповнює міждюнні пониження незакріплених пісків.

Еолові озера
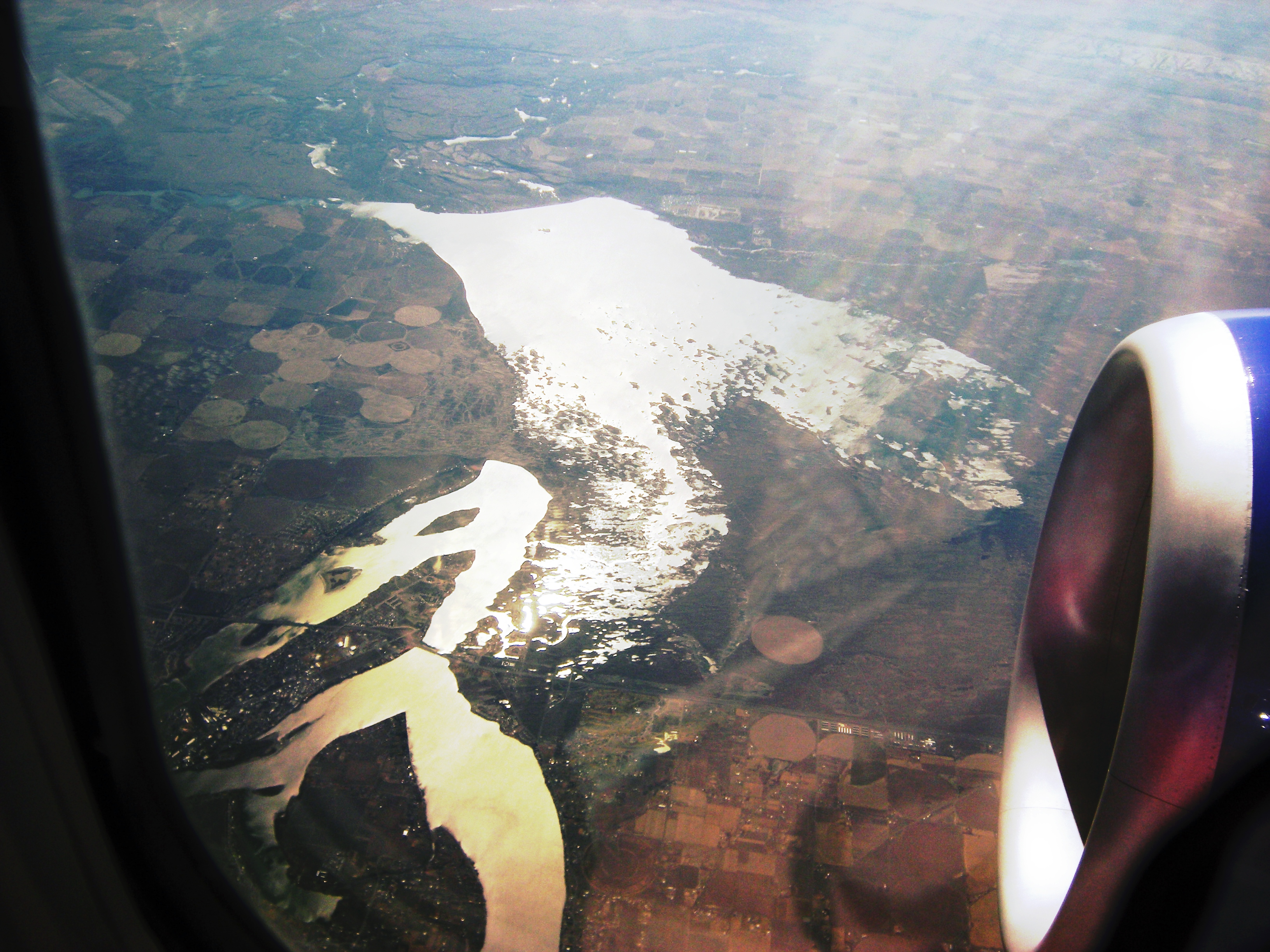
Мозез, штат Вашингтон, США

- 8. Біогенні. Утворені внаслідок життєдіяльності рослин і тварин, достатньо рідкісні, невеликі за розмірами й часто достатньо ефемерні в часі у порівнянні з іншими типами озер. Торфові озера — вторинні гідрологічні утворення на великих болотах і торф'яниках, дистрофного характеру з низьким вмістом кисню у придонних шарах[19]. Боброві загати та лагуни коралових атолів виступають типовим прикладом зоогенних озер[9][10].

Біогенні озера
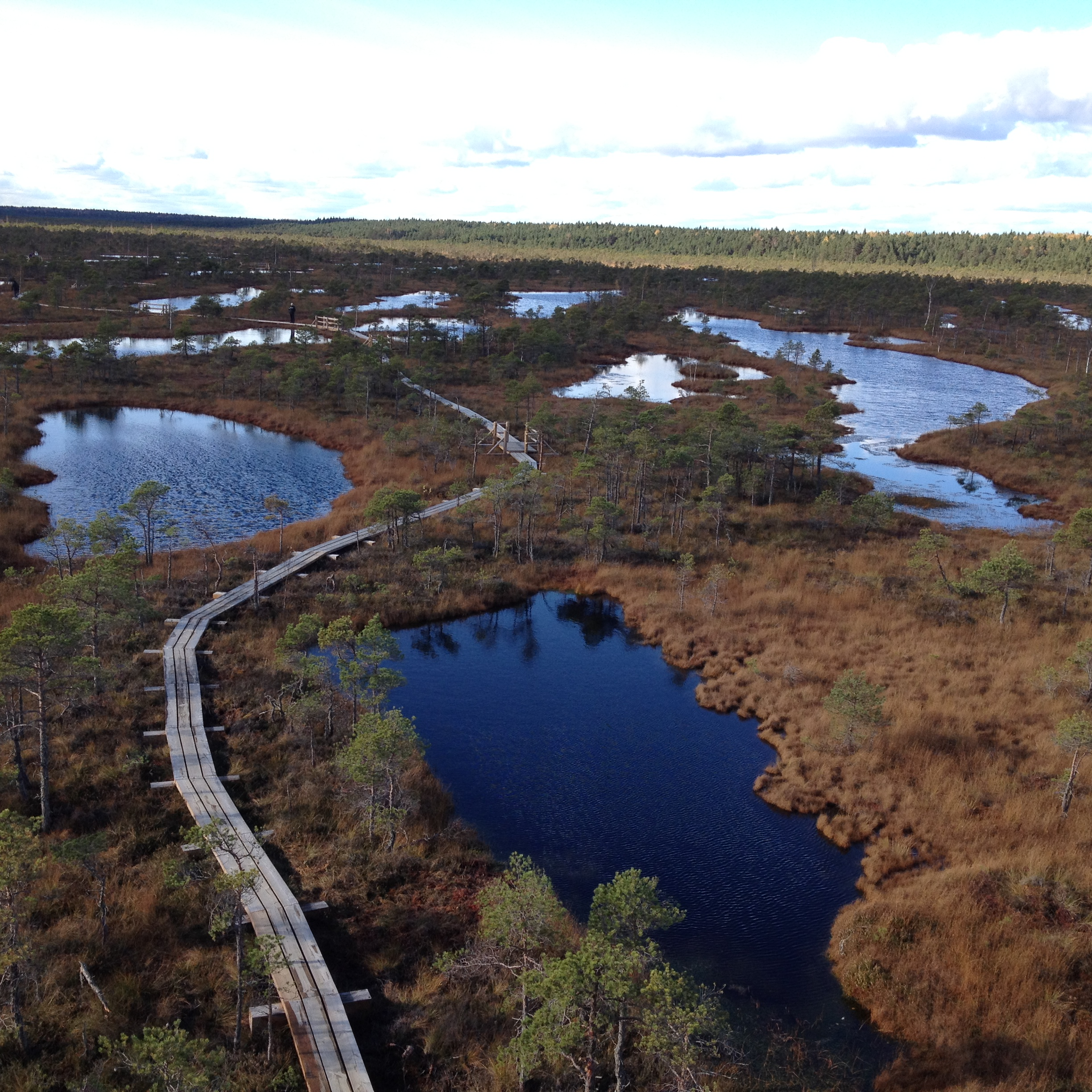
Болотні озерця в Латвії
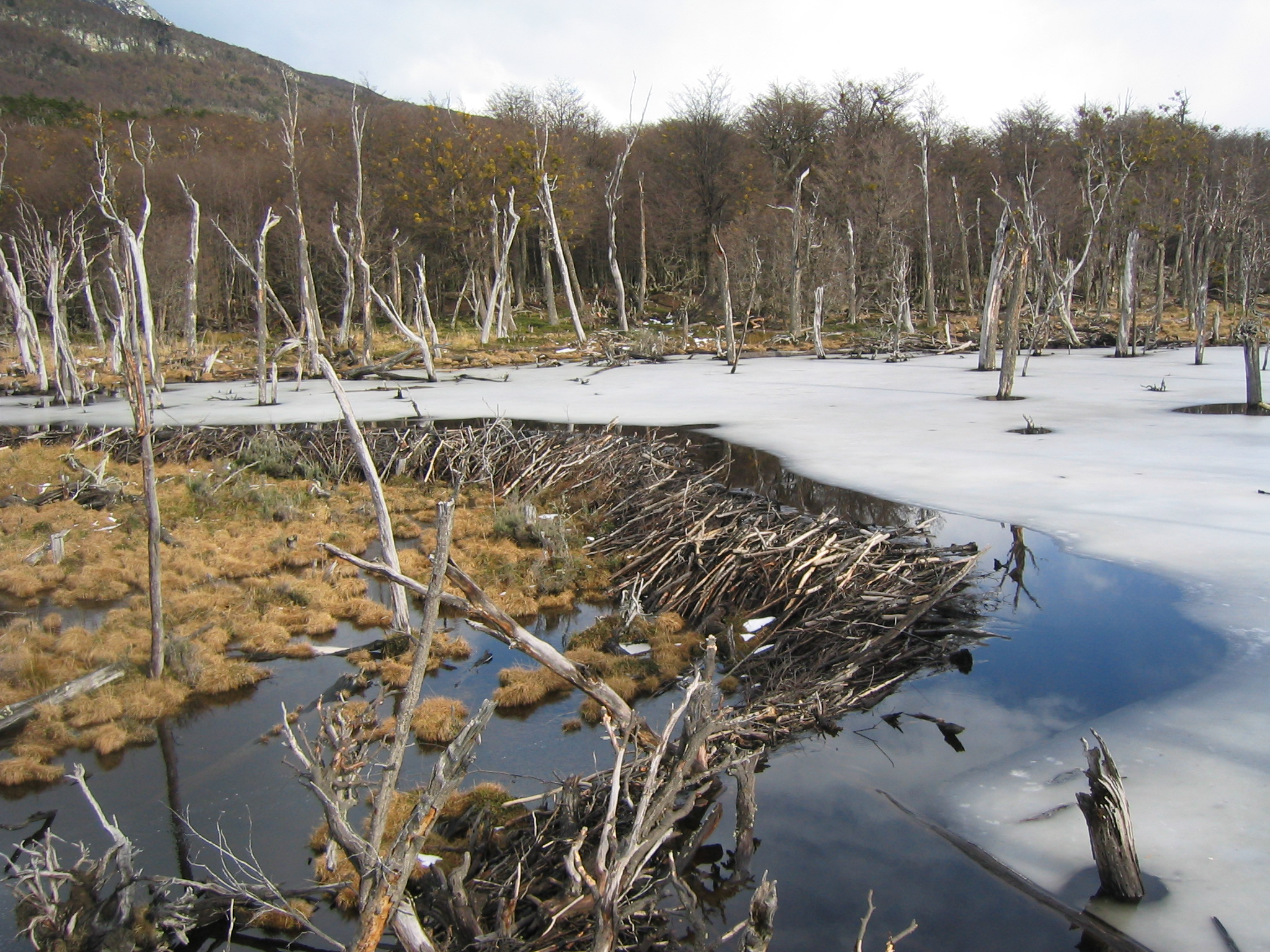
Боброва загата

## Класифікація Хатчинсона
Серед лімнологів західного світу найпопулярнішою та найрозробленішою (11 типів, 76 підтипів) є класифікація Хатчинсона 1957 року.
- 1. Тектонічні (англ. tectonic lakes). Утворені внаслідок різноманітних тектонічних рухів пластів земної кори.
- 2. Вулканічні (англ. volcanic lakes). Утворені внаслідок вулканічної діяльності.
- 3. Завальні (англ. landslide lakes). Утворені внаслідок перегородження русла водотоків великими масами гірської породи внаслідок денудаційних, або сейсмічних процесів.
- 4. Льодовикові (англ. glacial lakes) Утворені внаслідок діяльності льодовиків та різних гляціальних процесів.
- 5. Розчинні (англ. solution lakes). Утворені внаслідок розчинення ґрунтів і гірських порід з подальшим просіданням, або руйнацією земної поверхні. Карстові, термокарстові, суффозійні озера.
- 6. Флювіальні (англ. fluvial lakes). Утворені внаслідок дії рухів рідкої води, течією вод річок і тимчасових потоків.
- 7. Еолові (англ. aeolian lakes). Утворені внаслідок діяльності вітру.
- 8. Прибережні (англ. shoreline lakes). Утворені внаслідок абразійно-акумуляційних процесів на узбережжі морів і океанів, інколи тектонічних та ізостатичних рухів.
- 9. Біогенні (англ. organic lakes). Утворені внаслідок діяльності живих організмів, накопичення їхнії продуктів життєдіяльності, відмерлої біомасси.
- 10. Антропогенні (англ. anthropogenic lakes). Різні водосховища, стави і ставки штучно створені людиною для різноманітних потреб[1]. Здебільшого це перегороджені греблею течії річок, заповнені водою закинуті кар'єри гірничих підприємств (кар'єрні озера), спеціально вириті й заповнені водою котловани, обваловані шламо- і хвостосховищ промислових підприємств металургійної, хімічної та будівельних галузей[9]>[10]. Найбільшим водосховищем світу за площею є Вольта в Гані (8,5 тис. км², 148,0 км³), створене греблею ГЕС Акосомбо в місці злиття Білої та Чорної Вольт. Найбільше за об'ємом води — Кариба в Замбії на річці Замбезі (5,58 тис. км², 180,3 км³), створене греблею ГЕС Кариба 1958 року. Найбільше водосховище України — Каховське (2,15 тис. км², 18,2 км³) на Дніпрі, створене греблею Каховської ГЕС 1955 року.

Штучні озера
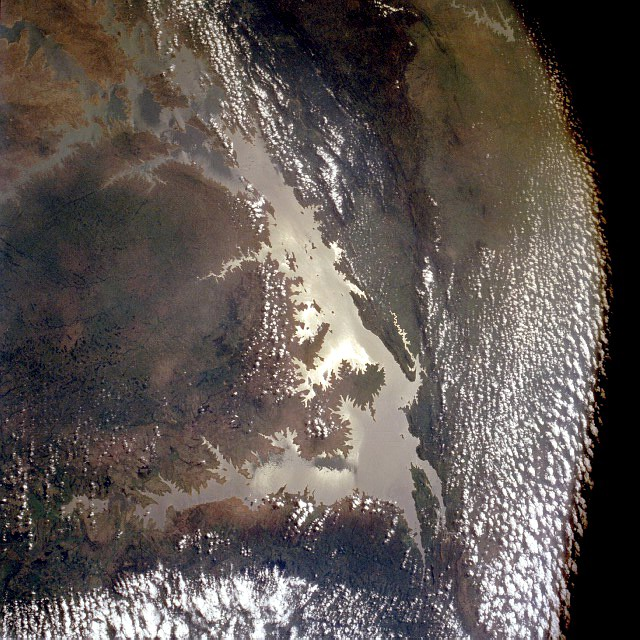
Озеро Вольта
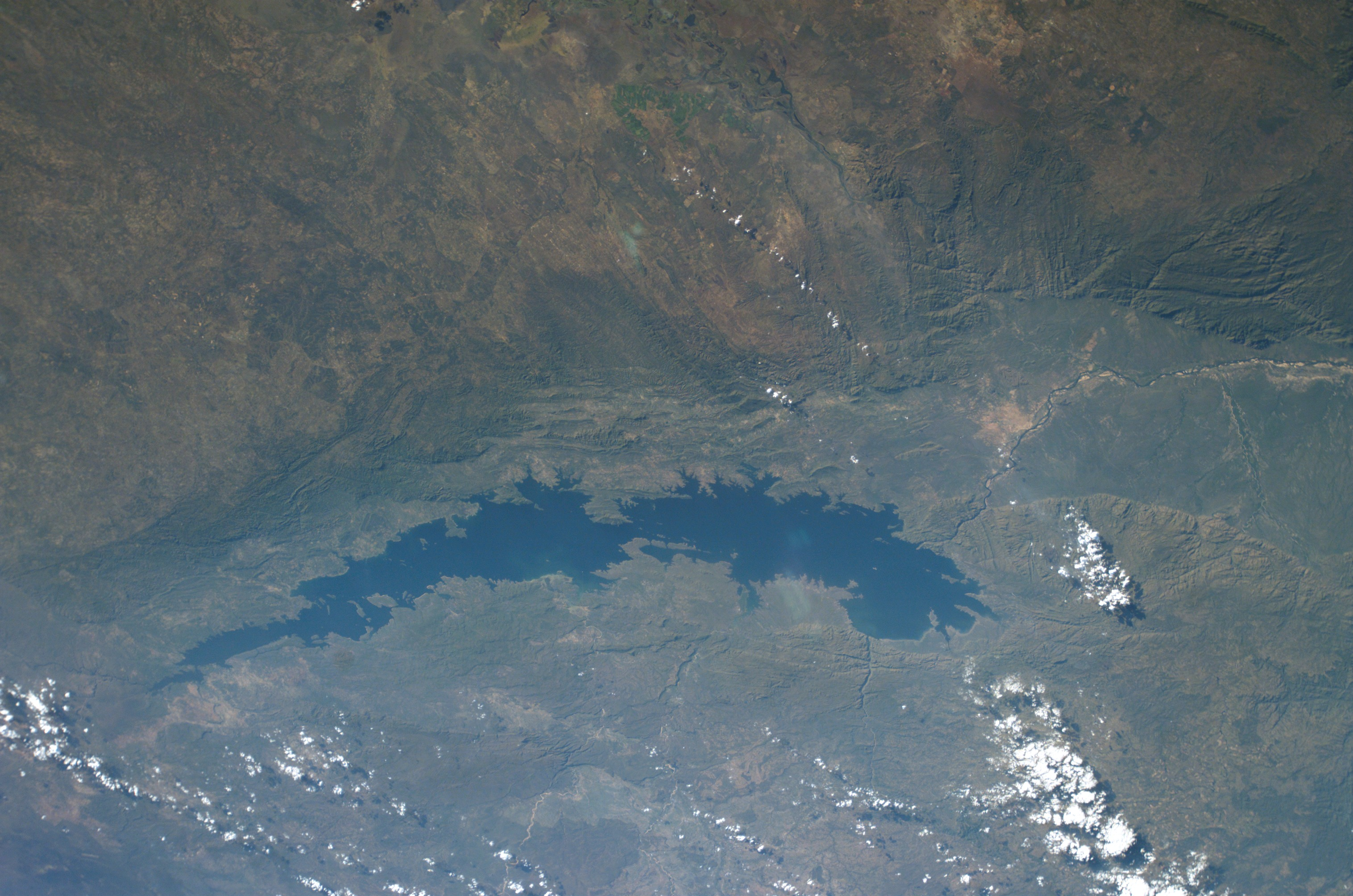
Озеро Кариба
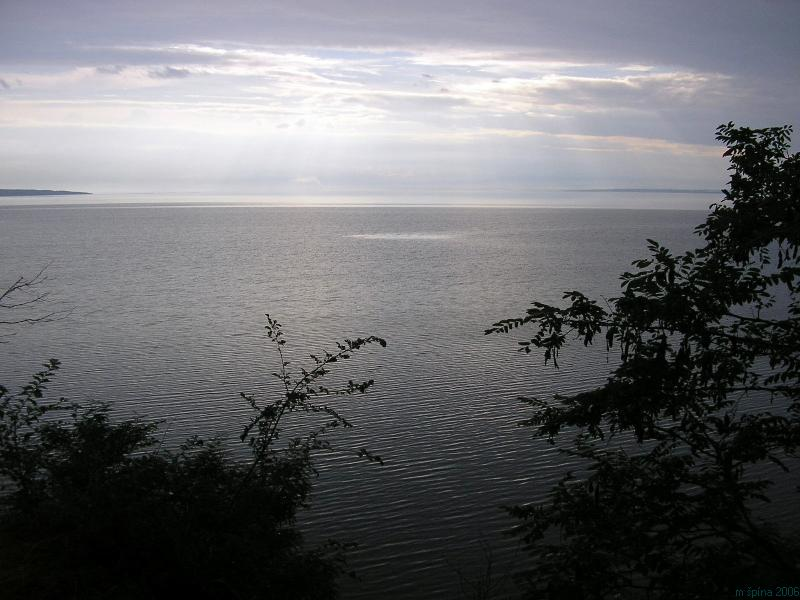
Каховське водосховище
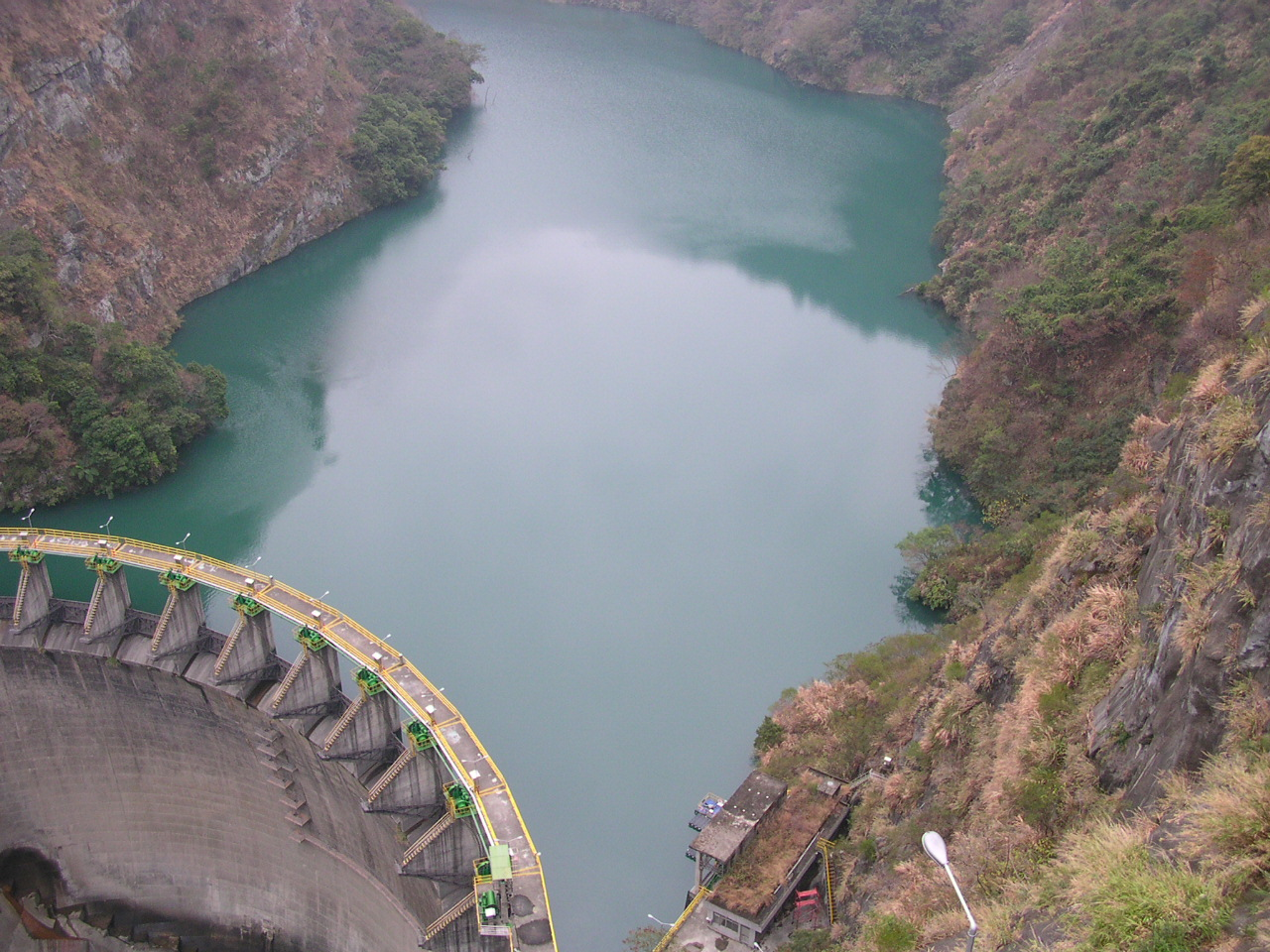
Гребля озера Джунгуа на Тайвані
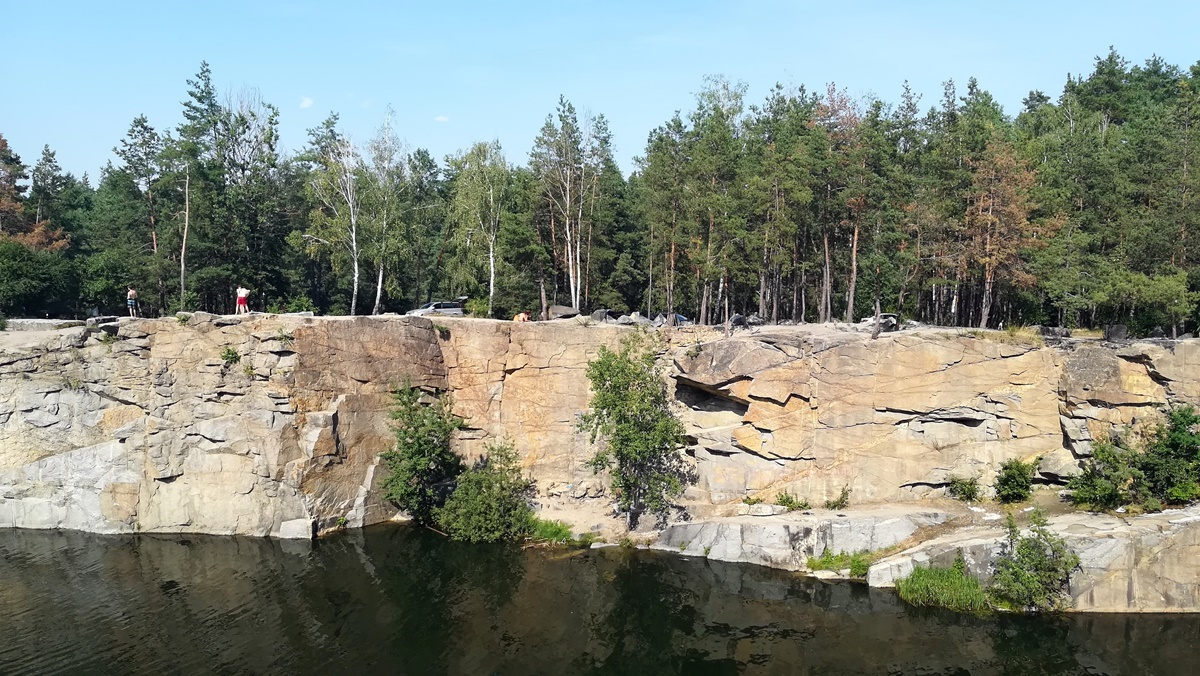
Озеро в Коростишівському кар'єрі
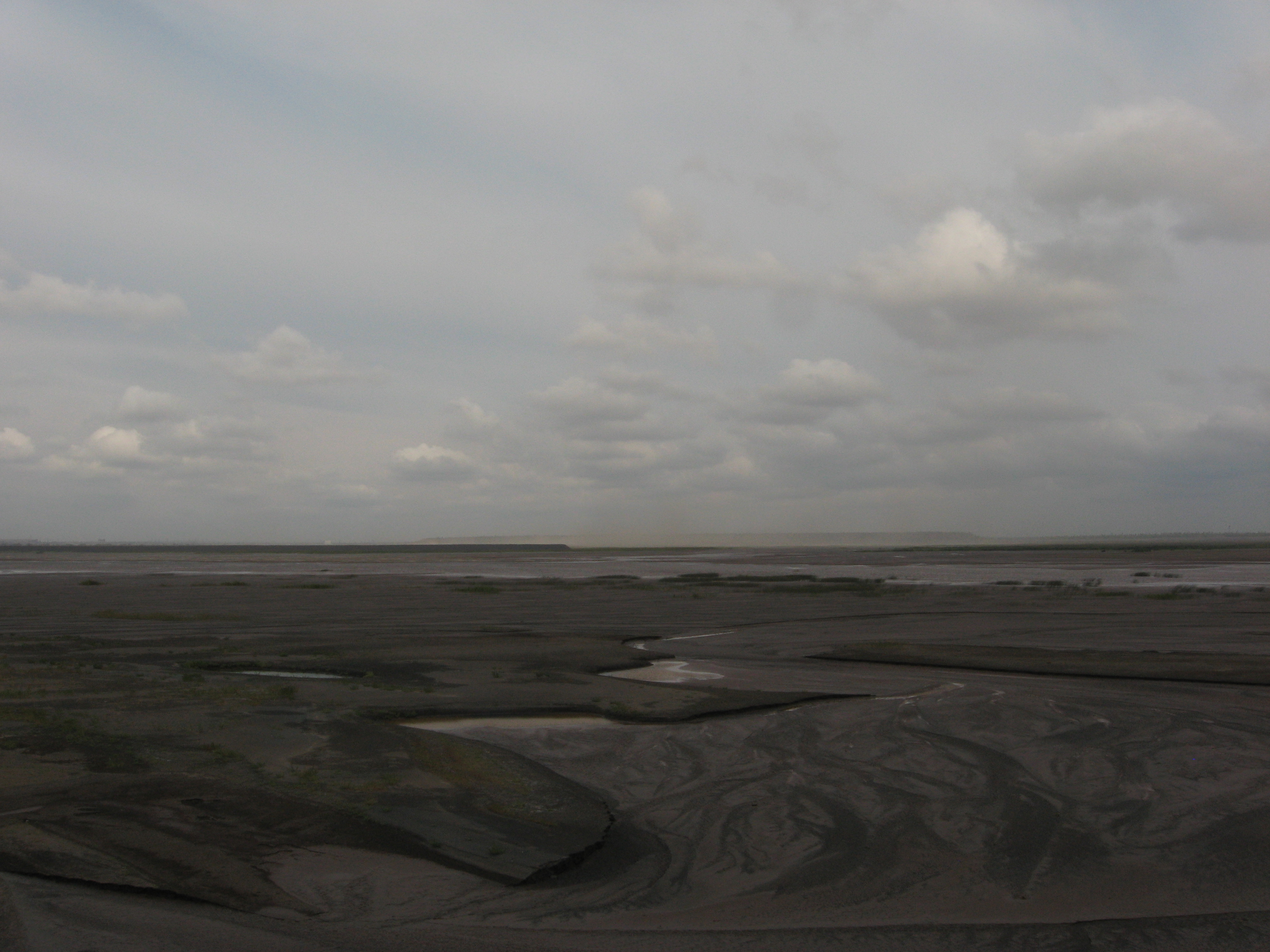
Хвостосховище поблизу Кривого Рогу

- 11. Метеоритні (кратерні) (англ. meteorite, impact). Заповнюють улоговини астроблем, утворені зіткненням із земною поверхнею небесних тіл[7][9][10]. Прикладами таких озер слугують Ельгигитгин на Чукотці[20], Лонар в Індії[21], Пінгуалуїт та Манікуаган у Квебеці (Канада)[22]

Метеоритні озера
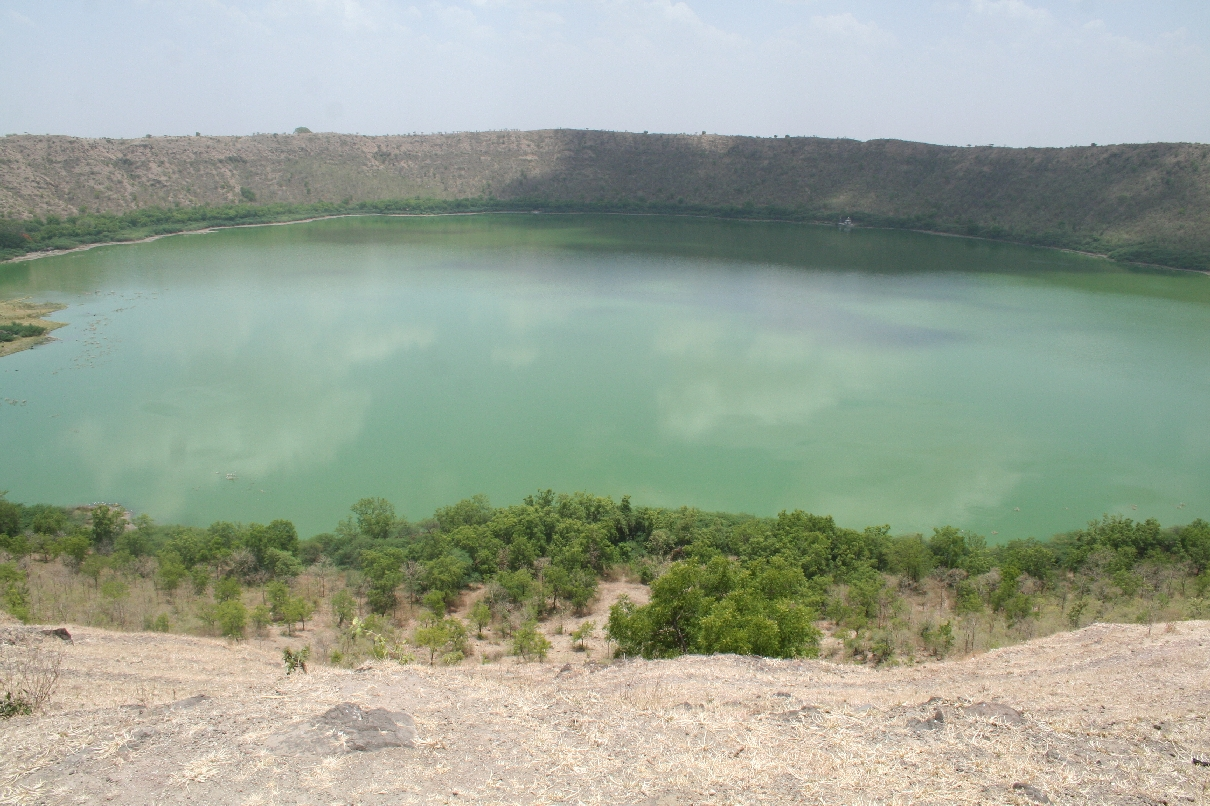
Лонар, Індія
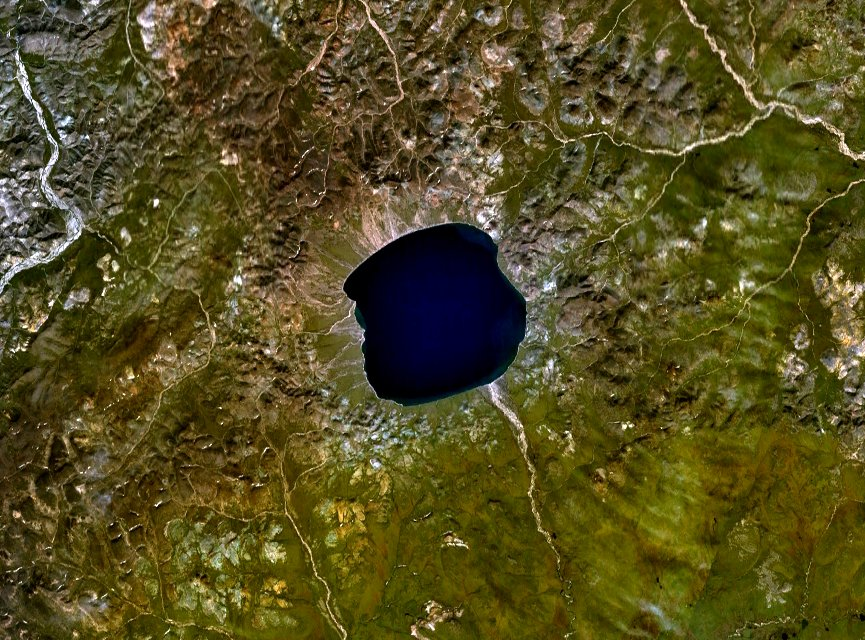
Ельгигитгин, Чукотка, Росія
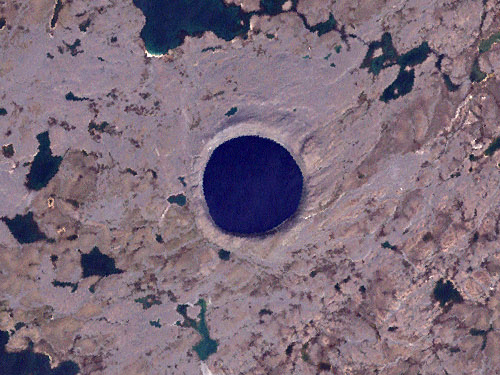
Пінгуалуїт, Канада
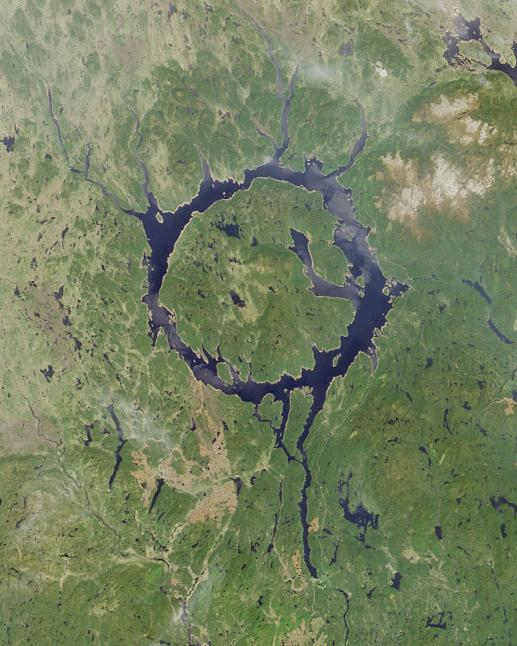
Манікоуган, Канада

- Мішаного походження.
- Реліктові. Утворені відгородженням водної маси озера від вод Світового океану як акумуляційною діяльністю хвиль, що утворюють берегові бари (лагуна), так і довготривалою геологічною діяльністю (Каспійське море).